# 喧嘩商売
『喧嘩商売』（けんかしょうばい）は、木多康昭による漫画作品。『週刊ヤングマガジン』（講談社）にて2005年28号（6月13日発売）より連載され、2010年40号（9月6日発売）で第一部を完結。単行本は全24巻。長期休載を経て2014年2・3合併号（2013年12月9日発売）より第二部が開始し、『喧嘩稼業』（けんかかぎょう）とタイトルが改められる形で連載が再開され、2019年現在は不定期連載となっている。単行本は既刊13巻。

## 概要
高校生である主人公・佐藤十兵衛の格闘技や喧嘩にまつわる一連のストーリーを軸にした格闘漫画。同等の条件下で単純な格闘技の実力比べだけでなく、相手よりも優位に立つために様々な策略を巡らせることも多いことを特徴としている。時事ネタや下ネタ、ブラックジョークを盛り込んだギャグも多く、時折、様々なキャラクターに関する短編エピソードが伏線として挿入される。『喧嘩商売』時代は格闘技に関するシリアスなシナリオに並行して脇役に主軸を置いたギャグストーリーも展開されていたが、十兵衛が本職の喧嘩屋・工藤優作に敗北を喫して以降はシリアスな場面が強くなり、『喧嘩稼業』はシリアスなストーリーのみで進められている。
作画にはコンピュータグラフィックスが取り入れられている。単行本には、本掲載時より大幅に加筆されていることが多く、また巻末には、作者のアシスタントや担当編集者をネタにした描き下ろし漫画も掲載される。

### 喧嘩商売
東京都から宇都宮市の行座宇都宮高校にやってきた転校生・佐藤十兵衛。その底知れない喧嘩テクニックと容赦のなさは早くも転校初日にクラスメイトの知るところとなり、ヤクザや元プロ格闘家、同世代の天才空手選手を相手に喧嘩を繰り広げ、その全てに勝利し続けていた。
ある日、自身に恨みを持つ暴力団に雇われた喧嘩屋・工藤優作に喧嘩を挑まれ、互角の勝負を演じるも最後には完敗、十兵衛は小便を漏らし泣きながら命乞いをする屈辱を味わわされる。これを機に喧嘩の師匠だった古武術富田流の六代目継承者・入江文学に正式に弟子入りし、肉体を鍛え上げ富田流の秘技を伝授されて大きく実力をつけ、改めて工藤との再戦を決意。腕試しと暴力団への接触を兼ねて格闘技団体フェノメノンの試合に乱入し、リング上で喧嘩自慢のプロレスラーを圧倒したことで主催者からスカウトされ、勝ったら工藤の居場所を教えるという条件で元柔道金メダリスト・金田保との総合格闘技戦に臨み勝利する。しかし凄絶な試合の後にもたらされた工藤の情報は、何らかの事情で板垣組に保護され復讐戦は不可能であるという到底承服しがたいものだった。
十兵衛の師匠である文学は、祖父の代から遺された財産に頼って仕事に就かず、先代継承者だった父・無一を死に追いやった田島彬を倒す、それを目標に9年もの間一日も休まず体と技を鍛え続け喧嘩を繰り返していた。十兵衛・金田戦が終わって間もなく、アメリカでボクシングヘビー級王者となり巨万の富を得た田島が帰国し、記者会見の席で「様々な格闘技がスポーツ・試合ではないルールのない喧嘩で戦ったとき、最強の格闘技は何なのか」を決定する試合「陰陽トーナメント」の開催を発表。16名の出場者の中には、史上最強と称される現役横綱や五輪4大会連続金メダリストの柔道家らに混じって、文学と工藤の名前も並んでいた。打倒田島に静かに闘志を滾らせる文学の傍で十兵衛は、機会を奪われた形になった工藤との再戦を実現させるべくトーナメントへの乱入を画策する。

### 喧嘩稼業
陰陽トーナメント出場者となった工藤は常時板垣組にガードされ、喧嘩を挑むどころか接触することすらままならない。そんな状況を打破するために十兵衛が採った手段は、陰陽トーナメント出場者を一対一の決闘で倒して出場権を強引に奪い取り、トーナメントを勝ち上がって工藤と対戦するというものだった。非合法格闘大会アンダーグラウンドを巻き込んで出場者・石橋強との野試合を実現させ、苦戦の末石橋を倒した十兵衛は出場権を正式に獲得、文学らと共にトーナメント開催地であるマカオへと向かった。
トーナメント第1回戦、第一試合に登場した工藤は左目を失いながらも梶原修人に勝利、続く第二試合では十兵衛が圧倒的な実力差を覆して佐川徳夫を倒し、2回戦第一試合での因縁の対決を内定させた。第三試合の文学対櫻井裕章戦では、左耳をちぎられ左腕を折られる重傷を負いながら文学が勝利を収める。

## 登場人物

### 富田流
富田勢源を始祖とする古武道。本作に登場する富田流は江戸時代後期に分裂した一派で、嫡男が継承する一子相伝の流派とされており、小太刀術に長けている他、素手での戦闘術にも重点が置かれている。陰陽トーナメントでは、文学が「古武術富田流」を名乗っているのに対し十兵衛は「現代格闘術富田流」を名乗っている。
佐藤 十兵衛（さとう じゅうべえ）
本作の主人公。東京都から宇都宮市の行座宇都宮高校に転校してきた高校生。身長180cm以上。また体重100kg以上と想定させる描写もある。
父親が官僚のため転校が多く、また体が大きかったことなどから上級生からいじめを受けていた。中学1年の時、偶然出会った高野照久に助けられたことをきっかけに、いじめられっ子から脱却することを決意。入江文学から指導を受け、喧嘩に明け暮れる生活を送るようになる。
喧嘩に勝つためには手段を選ばず、打撃・組技だけでなく凶器攻撃や不意打ちも当たり前に行う。随所に知能が高く勉強が出来ることをうかがわせる場面があり、様々な知識・雑学を用いて罠や策略を巡らせることにも長け、洞察力も優れている。工藤優作に敗北し泣きながら命乞いをさせられた後、打倒工藤を果たし雪辱するため文学に正式に弟子入りし、肉体改造を成功させ金剛・無極・煉獄の三つの技を習得。フェノメノンの試合に乱入してサーモン森を圧倒して、フェノメノンにスカウトを受け、工藤の居場所の情報と引き換えに金田保と「デスバトル」の試合を行い、勝利する。その後、工藤との対戦機会を作るため陰陽トーナメントへの出場を希望し、その実現のために石橋強を標的と定め、アンダーグラウンドやデビル塚山を利用して石橋との野試合に持ち込むことに成功、石橋を倒してトーナメント出場権を正式に手に入れた。トーナメントでは高野をセコンドに携えている。
極めて自己中心的な性格の上にナルシストで、プライドが高く不遜な性格をしており、自分の都合を優先して他人を騒動に巻き込むことも少なくない。師匠である文学に対しても「文さん」と気楽に呼び見下したような態度で接することが多いが、一方で文学の格闘技指導に対しては素直に従い、敬語を使って話す場面も少なくない。金田戦の後には、文学から富田流の印可と黒帯を受けた。文学の櫻井裕章対策に付き合うために截拳道を学んだことから、石橋強戦以降は截拳道の基本技であるリードストレートを使いこなしている。また陰陽トーナメントでは、文学とも協力して関係者に裏工作を行い観客席にサクラを置くなど、リング外でも様々な策略を巡らせている。
春菊とピーナッツが苦手。女性に関する性的な知識は豊富だが、実際は童貞かつ仮性包茎で、自分でもそのことを気にしており、文学からは「エロ孔明」だと思われている。多江山里のストーカー行為によって、細木数子を見ると勃起してしまうようになっている。デスバトルでの金田の苦悶の悲鳴を携帯の着信音にしている。パスワード解析システム「十兵衛開錠ドットコム」の開設者でもある。
入江 文学（いりえ ぶんがく）
富田流の六代目継承者で、十兵衛の師匠。38歳。祖父の遺した不動産の収入によって生活しており、道場付きの豪邸に一人で暮らしている。定職には就いておらず、職歴もない。十兵衛が中学生の頃から付き合いがあり、工藤に敗れ復讐に燃える十兵衛の懇願に心を打たれ、また自分に見合う練習相手として育てあげるべく、正式に弟子入りを認める。
古武道の達人であるだけでなく近代格闘技にも精通し、柔道では稽古でカワタクを圧倒するほどの実力を誇る。実戦・喧嘩の場数も数多く踏んでおり、相手の急所へ連続攻撃を叩き込む、小太刀で手首を切り飛ばす、意識のない相手を窓から階下に投げ捨てるなど、戦いにおいては容赦が全くない。勝つため強くなるために手段を選ばないその姿勢は十兵衛にも強い影響を与えているが、指導者としては「教え方がヘタ」と十兵衛に評されている。
明るく義理堅い性格の一方、短気で感情の起伏が激しく、十兵衛にからかわれて拗ねたりおだてられてすぐ機嫌を直したりする。武道一筋の人生を送ってきたため未だ童貞で、そのことを指摘されると本気で落ち込む。所持している自動車免許はAT限定。長く独身生活を送っているため料理が上手く、御節料理を一人で作ることもできる。
幼い頃に両親が離婚、尊敬する父・無一を一人にしないため無一と暮らすことを選び、以来親子で稽古三昧の日々を送ってきた。高校時代、柔道の練習試合でインターハイ無差別級王者だった学校の2年先輩・カワタクを倒し、これが富田流を継承する大きな転機となった。無一が田島の手で長い昏睡状態に追いやられこの世を去った後は、田島を倒し無一の仇を打つことを目標に修業に明け暮れている。
高校以来カワタクと親交が深く、親友として全幅の信頼を寄せており、陰陽トーナメント出場に際してはセコンドとして行動を共にしている。
入江 無一（いりえ むいち）
文学の父で富田流五代目継承者。父の遺した不動産の収入に頼って定職に就かず、弟子も取らない生活を送っていたため妻に離婚され、以来自らの修業と文学への富田流の継承に明け暮れるだけの生活を送っていた。
カワタクがオリンピック柔道競技を制覇した後の会見で、山本陸と戦える人間として無一の名前を挙げたことで、打倒山本の最有力として名前が知られるようになった。その後、山本への挑戦権を得るため大型の灰色熊を倒し、山本陸に実力を認めさせ対戦の約束を取り付けることに成功。しかし、田島の山本襲撃を無一がやったものと勘違いして殴りこんできた上杉均を破った直後、重傷を負っていたところに田島の襲撃を受け、意識不明の重体に陥る。9年後、長い昏睡状態から覚醒し、半年間の闘病生活の末、文学に感謝の言葉を述べながら息を引き取った。

### 柔道
作中では、100キロ超級と無差別級が同時に存在している。
金田 保（かねだ たもつ）
オリンピック柔道競技100kg超級金メダリスト。父はヤクザ、母は父の暴力から逃避するため新興宗教の信者になるという荒れた家庭に育ち、それによって、自分の利益と勝利のためにはあらゆる努力を惜しまないだけでなく、卑劣な手段で他人を陥れることも厭わない性格となり、中学時代には後藤に冤罪をかぶせることで親友として慕わせ、担任だった女教師・椎名の弱みを握って強姦し続けていた。プライドが高く、自己顕示欲も非常に強い。
五輪代表選考会となった全日本選抜柔道体重別選手権大会では3位だったが、自分より上位の村井・川上の2人に禁止薬物入りの飲料を飲ませて失格にし、繰上げで代表選手の座を獲得した。オリンピックでは見事金メダルを獲得。その後、予選選考会での不正に気づいていた父を殺害し、富士の樹海に埋めて行方不明扱いにしている。
その後、自身のネームバリューを生かすべく総合格闘技へ転向。大晦日の工藤優作戦に備え、格闘技の才能を生かして打撃の技術を習得したのみならず、筋肉増強剤を服用して超人的な筋力も手に入れた。対戦相手が工藤から十兵衛に変わった後、十兵衛を誘い出して下剤を飲ませようとしたが失敗。逆に十兵衛の罠に嵌められて激昂し、あらゆる手を使って十兵衛を倒すことを決意する。
当日の試合では、メリケンサックや後藤から処方された中枢神経興奮剤などを使用。更に試合に先立って梶原修人から「金剛」を教えられていたことなどから、序盤から中盤にかけて優位に試合を運んだ。しかし興奮剤の作用をもってしても「煉獄」を防ぎきることができず、状況を逆転され追い詰められる。最後の手段として胃に残っていたカプセルを吐き出し、副作用の問題から半分だけ興奮剤を摂取して足技だけで十兵衛を倒そうとしたが、残った半分のカプセルを十兵衛に飲まれてしまったため互いに覚醒した状態での乱打戦に持ち込まれ、最後は乱打戦を制され再び「煉獄」を受けて失神し、敗北した。
試合翌日、無名の高校生に敗北したことで格闘家としての自分の価値がなくなったと悟り、格闘技からの引退を決意。後藤とその家族を殺害し、かつて後藤に書かせた遺言状を利用して財産を強奪しようと目論んだが、金田に生かしておく価値が無くなったと判断した後藤に致死量の興奮剤を飲まされ、事故に見せかけて殺害された。
モデルは秋山成勲。
関 修一郎（せき しゅういちろう）
4大会連続で金メダルを獲得し、国民栄誉賞も授与された日本最強の柔道選手。階級は無差別級。その圧倒的な実力から「仁王」と呼ばれている。華麗な投げ技を得意としているが、高専柔道にも造詣が深く、全日本柔道選手権大会決勝で金田と対戦した際には三角絞めで一瞬で絞め落とし、試合開始からわずか6秒で勝利した。芝原剛盛や金隆山らを倒すことを目標に、陰陽トーナメントに出場を表明している。トーナメントでのセコンドは村井虎四郎。
文学は、トーナメントに臨む関の精神的な甘さを指摘する一方でその圧倒的な実力と才能を評価しており、一回戦で佐川睦夫を倒して「陰」側の思考を理解すれば精神面が変わり、一気に優勝候補に躍り出るとまで危惧している。
村井 虎四郎（むらい こしろう）
柔道オリンピック金メダリストで、100キロ超級において2大会連続で優勝している。通称「甲斐の虎」。関とは幼馴染の親友同士で、関を誘って柔道を始めるきっかけを作った。
五輪3連覇を狙って臨んだ全日本体重別選手権決勝戦で、因縁のある川上竜に一本負けを喫し、更に金田の策略により川上と共にドーピング違反に問われて失格となり、現役を引退。一時は柔道を辞め高校教師となる決意を固めたが、関が金田を倒した全日本柔道選手権決勝を観戦したことで柔道への情熱を取り戻し、その後は高校柔道部の顧問として後進の指導に励んでいる。陰陽トーナメントに臨む関のセコンドについている。
川上 竜（かわかみ りゅう）
柔道100キロ超級選手。高校2年生で柔道を始め、柔道歴わずか4年という驚異的なスピードで村井をも凌ぐトップ選手へと上り詰めたことから「昇龍」と呼ばれる。容姿の割に謙虚な性格をしている。
全日本体重別選手権決勝戦での村井との因縁の対決を制し五輪代表に内定していたが、金田の策略によりドーピング違反に問われて村井と共に失格となり、柔道への情熱を失って現役を引退する。その後、全日本選手権決勝で関が金田を倒した様子を観戦して奮起しボクシングへ転向、弱小団体王者ながらもヘビー級チャンピオンをスパーで倒す素質を見せる。しかしプロテストでの佐川徳夫との対戦で研究中の煉獄の実験台として一方的に叩きのめされ、今度は日本拳法を志して徳夫の内弟子となった。陰陽トーナメントに臨む徳夫のセコンドも務める。
カワタク / 川原 卓哉（かわはら たくや）
関らより上の世代のオリンピック無差別級金メダリスト。寝技を得意としていたことから「寝技のカワタク」とも呼ばれている。かなりの自信家でナルシストだが、文学や関など自分より上の実力者のことは素直に認めている。唇が厚い。
文学の高校時代の2年先輩で、インターハイ無差別級王者だった。後に金メダルを獲った時の記者会見で「富田流の入江なら山本陸に勝てるかもしれない」と発言し、無一が山本に挑むきっかけを作った。この直後、選手として全盛期にありながら現役を引退。その理由を後に「関修一郎が無差別級に階級を変えると聞いたため」と語っている。
高校時代に柔道の試合で敗れて以来文学と親交があり、煉獄研究を目論む文学から山本海に挑むようそそのかされたり、文学や十兵衛の柔道の稽古に駆り出されたりしている。山本海との対決は詳細は描かれていないが、海が煉獄を放ったこと、本人が海に良い感情を抱いていないことから敗北したものとされている。柔道日本代表監督への就任要請を断り、陰陽トーナメントに臨む文学のセコンドに就任する。文学との友情は非常に厚く、文学が死を覚悟して櫻井に立ち向かう時は「残された十兵衛の面倒を見る」とまで告げて送り出していた。

### 進道塾
「塾生は最新最強たれ」をモットーにしているフルコンタクト空手の流派で、多くの支部を持つ大手団体。山本陸の失踪をきっかけに分裂していたが、上杉均の復帰によって諸派が統一された。分裂前の内弟子には、秘伝の奥義「煉獄」が授けられている。
山本 陸（やまもと りく）
進道塾創設者。古流空手の寸止めルールへの不満から古流を離れ、防具を着けない直接打撃制の進道空手を作り上げた。道場破りを繰り返し挑戦者を全て返り討ちにし、更に対人戦に飽き足らず素手で熊を殺害、その圧倒的な実力から「空手王」の異名を取り、かつてはマスメディアなどから最強の格闘家と呼ばれていた。「煉獄」の開発者でもあり、その実験台として野試合で生野勘助を倒している。
売名目的で自身に挑んでくる者があまりに多くなったことに失望し、有名になった後は対人戦を受けないことに決めていたが、灰色熊を一撃で倒した入江無一の実力を認めて対戦を受諾。しかしその直後、かつての門下生だった田島彬の襲撃に遭って左目を失い、上杉を破門し海に塾を継がせた後失踪。9年経ち陰陽トーナメント開催が発表された後もその行方はわかっていないが、第1回戦第5試合を観戦していたことで行方が判明した。
上杉 均（うえすぎ ひとし）
山本陸と並び「喧嘩王」と称されている進道塾の高弟。打たれずに打ち倒されずに倒す「捌き」の達人。取り調べで暴行を受けた橋口の仇を取って警察官を叩きのめすなど義侠心が非常に強く、山本陸にも劣らない存在感やカリスマ性を持っており、心酔する塾生も少なくない。煉獄を全てのパターンから開始でき、また3分以上連続して撃ち続けられ、状況に応じた打ち方も工夫できる。
田島の陸襲撃を無一がやったものと勘違いし、海と共に入江邸に乗り込んで無一と対戦、耳を引きちぎられながらも煉獄で無一を追い詰めたが、文学によって海が殺されたと思いこまされて煉獄を止めてしまい、その隙に金剛を受けて破れた。この時に煉獄を文学に見られたことと、進道塾を海に継がせたいことを理由に処分を願い出て、進道塾を破門される。9年後、進道塾に対する川口夢斗の挑戦状や田島主催の陰陽トーナメント出場要請を受け、塾長を継いだ海の要請で塾に復帰。復帰を聞いて駆けつけた、分派した門下生も含む五万人の塾生の目の前で、進道空手九段位・主席師範としてトーナメントに出場することを表明した。トーナメントでのセコンドは橋口。
不良少年だった中学生時代に名護夕間に師事し空手を始めたが、喧嘩を売ってきたヤクザを半ば意図的に殺害してしまったため破門され、名護門下の兄弟子だった陸に一番弟子として拾われ進道塾の立ち上げに加わった。殺したヤクザが陸にとって実弟で唯一の肉親だったにも関わらず、非難することなく弟子として迎え入れ保護してくれたことに深い恩義を感じており、陸失踪後も進道塾を守る意志を強く持ち続けている。
高野 照久（たかの てるひさ）
天才空手高校生。初登場時は進道塾青木派の門下生で、鋭い後ろ回し蹴りを得意とすることから「光速後ろ回し蹴り」の代名詞で呼ばれていた。身長は180cm前後。過去にいじめに遭っていた十兵衛を助けたことがあり、十兵衛が喧嘩の道に足を踏み入れるきっかけを作った。
真摯に強さを求めるあまり青木派を破門され、青木と対戦し勝利するも、その後十兵衛と戦って自分の蹴り技をコピーされ敗れた。十兵衛戦後、喧嘩を商売にするとして総合格闘技へ転向、フェノメノンに所属し、その強さと求道的な姿勢から一部でカリスマ的な支持を集めている。フェノメノン主催の大晦日の大会では、十兵衛・金田戦の前座試合でデビル塚山と対戦しハイキック一発でKO勝利を納めたが、試合後、野試合を挑んできた石橋強に敗れた。陰陽トーナメントへの出場を画策する十兵衛に出場した際のセコンドを頼まれ、出場権を獲得した後は正式にセコンドとなっている。
登場当初は皮膚が褐色で、物事に対してノーと言えない性格だった。損な役回りやギャグキャラとしての立ち回りが多かったが、格闘家としての一面がクローズアップされるにつれて、ストイックに格闘技の道を進むようになっていった。十兵衛戦後は十兵衛の戦い方を取り入れ、駆け引きにも長けるようになっている。
青木 裕平（あおき ゆうへい）
進道塾のかつての高弟で、進道塾分裂前の最後の国際大会優勝者。空手家としての実力の足りない山本海が二代目塾長となったことへの不満から塾を脱退、宇都宮を拠点に進道塾青木派を立ち上げたが、上杉の復帰で進道塾本流へ戻った。スキンヘッド。
身長205cmと非常に恵まれた体格をしているが、一線を退いてから10年経っており、空手の試合以外の実戦経験も豊富ではない。そのため門弟だった高野に敗北し、文学に自らの煉獄を盗まれて敗北するなど、劇中では目立った活躍が見られない。
橋口 信（はしぐち しん）
進道塾のかつての高弟。全国大会で三度の優勝経験を持つ、進道塾中量級・軽重量級のトップ選手だった。拳の人差指と中指を開く、クセのある構えをしている。煉獄を伝授されている。
少年時代から師と慕い続ける上杉が破門された後、上杉を代表とする新団体を立ち上げるため、進道塾を脱退した。脱退後は大沢・田中と共に総合格闘技へ転向、デビューから4戦4勝と話題になり自分の道場も開いたが、興行主から持ちかけられた金田との八百長試合を断ったことで総合格闘技を追われ、道場への融資も打ち切られた。融資打ち切りによって経営に行き詰ってからも道場に居座り続け、立ち退きを巡って対立していた暴力団・講談会を撃退し続けていたが、ヤクザによって雇われた工藤優作に大沢・田中共々倒され、整形手術でも顔面が元通りにならないほどの重傷を負わされる。その後、三人で講談会の用心棒となった。
文学と共に修業のために講談会系列の組を潰して回っていた十兵衛と、講談会事務所で対決。空手や総合格闘技で培った技だけでなく、仲間を利用するなどダーティな手も使い、十兵衛の右手小指を折脱臼させ締め技で追い詰める。締め技の最中に目突きを食らって右目を失いマウントを取られるも、防犯スプレーを用いて再び形勢を逆転させた。しかしスプリンクラーで目を洗われ、奪われた防犯スプレーで左目視力も奪われ、最後は金剛を受け敗れた。その後、工藤の情報を求めて接触してきた金田と対決し、大沢・田中と三人揃って倒され、十兵衛をおびき出すための罠として、KOされた姿をちゃんねるAで晒し者にされてしまった。十兵衛と金田の戦いをテレビで観戦した際は十兵衛を応援していたが、煉獄を見た時には驚きを隠せずにいた。上杉が主席師範として復帰した際は大沢、田中と共に道着を着て駆けつけた。陰陽トーナメントでは上杉のセコンドとして行動を共にしている。
山本 海（やまもと かい）
山本陸の長男で現・進道塾塾長。プライドが高く、人に頭を下げられない性格をしている。
煉獄を伝授されるなど父の高弟として扱われてはいたが、その実力は他の高弟に劣っている。それが原因で、失踪した父の後を継いで二代目塾長となった時に高弟が次々と離れていき、組織の分裂を引き起こしてしまった。その後は実力不足ながらも上手く立ち回り進道塾を運営してきたが、川口夢斗の挑戦と陰陽トーナメント出場要請に対処しきれなくなり、自分の実力不足を受け入れ、上杉均の破門を解き、主席師範として呼び戻した。上杉の入江邸襲撃に同行したり、文学の煉獄研究のためにカワタクと戦うよう仕向けられたりするなど、富田流と因縁が深い。
山本 空（やまもと そら）
山本陸の次男。進道塾恵比寿道場の道場主で、中学生の頃は進道塾のトップ選手として有名だった。道場破りに来た里見賢治と対戦し、錬度の足りなかった自らの煉獄を破られて敗北、里見の門下に入り進道塾を離れた。高弟の中で上杉の復帰に際し唯一姿を現していない。
石原 一茶（いしはら いっさ）
進道塾青木派の門下生で、高野の友人。高野に憧れている。ハゲの家系で、若くしてハゲが進行しているのを激しく気にしている。
高野から十兵衛への復讐を相談され、十兵衛に挑むが完膚なきまで倒される。その後、工藤優作に十兵衛だと勘違いされ、一方的に殴り倒されてしまった。上杉が復帰した際は道着を着て高野と共に駆けつけていた。
大沢（おおさわ）
橋口の仲間。髪を染めている。工藤戦では手首を砕かれ、十兵衛には金剛で倒され、金田にはパンチ一発でKOされた。
田中（たなか）
橋口の仲間。文学に睾丸を潰され、金田には背負投で頭から床に投げ落とされた。
イーフー・ドレイク
青木の弟子。ドレッドヘアの黒人で、青木の門下になって10年になる。煉獄を習得しようと文学と共に青木の道場に乗りこんできた十兵衛に、握手対決で左手を潰され、不意打ちの後ろ回し蹴りで倒された。
内田 健（うちだ けん）
進道塾塾生。段位は三段。体格は小柄で、スピードのある連打を得意としている。金田に金剛を教えにきた梶原と対戦し、梶原の金剛を受け倒された。十兵衛と金田のデスバトルでは金田のセコンドを務めた。後に不確実ながらも金剛が打てるようになり、陰陽トーナメントに臨む工藤の対金剛対策に協力した。
菅野 祐太郎（すがの ゆうたろう）
佐川睦夫の小学校時代の同級生。幼い頃から進道空手を学んで三段位を持っており、上杉均に憧れている。背中と左肩に刺青がある。
余りある武道の才能故に傲慢な性格が形成され、18歳で結婚した妻に家庭内暴力を振るい続けていた。暴力から逃れるために実家に連れ戻された妻を奪い返そうと、妻の実家に乗り込もうとしていたその道中で、自分を父親と勘違いした睦夫に拉致・監禁された。5ヶ月後の1月1日に睦夫と立ち会う約束でひたすら鍛錬を積み、当日の立ち会いではブラジリアンキックで睦夫を倒したかと思われたが、戦っていた相手は睦夫ではなく睦夫が拉致してきた別の人間で、直後に睦夫の直突きを受け叩きのめされる。
その後、睦夫の「父親」として陰陽トーナメントのセコンドに就かされる。父親を演じることを強制しまともに会話ができない睦夫を非常に恐れており、日本からマカオに移動する飛行機内で徳夫を襲撃するよう遠回しに命じられ、徳夫に強襲をかけて即座に返り討ちに遭った。マカオに到着して以降精神に異常をきたし、睦夫と同様に奇行が目立つようになった。

### 板垣組
日本最大の広域暴力団。陰陽トーナメントでは梶原と工藤の後ろ盾となり、梶原からはファイトマネーの半分、工藤からはファイトマネーから喧嘩屋としての報酬を差し引いた金額を吸い上げることになっている。陰陽トーナメントから3ヶ月後内紛が発生し、本家から関西板垣組が分裂したと伝えられる。
工藤 優作（くどう ゆうさく）
暴力団に金で雇われ、標的を素手で叩きのめすことを仕事とするフリーの喧嘩屋。左胸の龍をはじめとして、上半身全体に刺青を入れている。
生まれてすぐに母親に捨てられ、占有屋の男に拾われ育てられる。養父が出生届を出さなかったため戸籍や本名がなく、ヤクザから買った戸籍にある工藤優作という名前を名乗っている。喧嘩屋の仕事は15歳から始め、最初の相手は養父だった。依頼料はいかなる内容であろうと1回100万円と決まっている。
生後間も無く死と直面した体験から、神経伝達物質や脳内麻薬を自在に操れる特異体質になり、自分の意志で火事場の馬鹿力を引き出したり、痛みを感じなくしたり、精神的テンションを上げたりすることができる。そのため人間離れしたパワーとタフネスを誇り、格闘技経験が全く無いにも関わらず、橋口信やサーモン森らプロ格闘家を一方的に叩きのめすほどの実力を誇る。
十兵衛を制裁できないことに業を煮やした暴力団に雇われ、ビルの屋上で十兵衛と対決。十兵衛の様々な策略で膝や腕を壊されるなどして追い詰められるが、並外れたパワーでその都度十兵衛を追い詰めていった。最後はビルの屋上から落とされるも、勝ったと思って油断しその場を去ろうとした十兵衛を捕えて叩きのめし、勝利を収めた。十兵衛を喧嘩で負かした作中唯一の人物である。
工藤自身も十兵衛戦のダメージで入院を余儀なくされ、退院後は板垣組の保護・推薦の下、トーナメントへの出場が決定。一回戦第一試合で梶原と対決し、左目を失い屍を打ちこまれながらも梶原の技をコピーし急成長、梶原を下し二回戦へと進出した。金剛が通じない体質で、通じる状況に持ち込み気絶させることができても回復が早い。
実力のある相手と戦う時には「燃えるぜ」という口癖を呟き、戦いに勝利すると「燃えたぜ」と過去形になる。十兵衛については「タイプは違うが自分と同じ喧嘩屋」と高く評価しており、十兵衛も工藤を激しくライバル視している。一般人には物腰が柔らかい。
澤 信望（さわ のぶもち）
板垣組の構成員。力試しのために組事務所に乗り込んできた梶原から金剛を受けて失神し、その後食客となった梶原の身の回りの世話をしている。
梶原の陰陽トーナメント出場にあたってセコンドに就任、梶原を負けさせたい組の意向でスパイを行っていたが、意図を見破られて説得され、梶原と共に板垣組を乗っ取りを目論むようになった。梶原がトーナメントに敗退した後も、梶原と2人で板垣組を乗っ取る野心を抱き続けている。
吉田 俊幸（よしだ としゆき）
板垣組の構成員。トーナメントでは工藤のセコンドとして行動を共にしている。梶原から譲られた「屍」の血清の余りを12億円もの高値でタン・チュンチェンに売りつけ、板垣組分裂の遠因を作ってしまった。

### 梶原柳剛流
江戸時代初期の薙刀の達人・梶原長門を開祖とする古武道。野太刀を主として柔術や槍術などが総合的に組み込まれており、忍術も標榜している。江戸時代後期に柳剛流との交流を経て、梶原流から梶原柳剛流となった。
梶原 修人（かじわら しゅうと）
梶原柳剛流継承者。作中では顔が元プロ野球選手の井端弘和に似ていると評されている。左の手首から先が欠損しているが、片腕でも野太刀を巧みに操り、富田流から盗んだ金剛も使える。13歳で初めて真剣を手にしたその日に空を飛ぶ燕を切り落としたという、非凡な才能を持っている。顎を鍛えるため、普段から金のキセルを咥えている。相手の心理・行動を的確に読み、それに対応した幾重もの罠を張ることを得意とする一方、周囲の人間を低く見がちな欠点がある。
父・隼人が入江無一に敗北しこの世を去って以来、富田流を倒し自らも父の後を追うつもりで様々な研究・鍛錬を重ねてきた。父が死亡してから7年後、入江邸で文学と真剣で立ち会い、虚を突いて投げつけられた文学の小太刀に左手首を切り落とされ敗北する。当初は勝敗に関わらず立ち会いの後自ら命を絶つつもりでいたが、敗戦の屈辱を受け入れることができず、打倒文学を新たに誓って再び鍛錬を積む決意を固めた。
工藤優作を金剛の実験台にするために暴力団・板垣組に乗り込み、それがきっかけで板垣組の食客となり、食客としての義理と富田流との因縁から十兵衛戦を控えた金田に金剛の存在を教えていた。その後末席ながら板垣組幹部となり、文学の出場を条件に陰陽トーナメントへの出場要請を受諾する。
トーナメントでは1回戦第一試合で工藤と対決。その直前、十兵衛から共闘を持ちかけられたことをきっかけに、十兵衛がアンダーグラウンドを利用して佐川徳夫を排除したがっていると気付き、田島に注意を促して選手規約を追加させた。工藤戦では卜辻を始めとした梶原流の技を用い左目を奪うなど優勢に試合を進め、試合中に急成長する工藤に追い詰められながらも屍を打ちこみ金剛で倒したと思われた瞬間、気絶から即座に回復した工藤に足首を外されてベアハッグを受け、敗北した。工藤に殺される寸前だったが、解毒剤の存在を教えることで危うく命を長らえることができた。
試合後、板垣組に入るはずのファイトマネー全額と引き換えに解毒剤を全て渡し、工藤の実力を認め改めて澤と共に板垣組の乗っ取りを企み、後の試合を観戦することなくマカオを後にした。日本への帰国した後、相応の見返りと引き換えにタン・チュンチェンに板垣組乗っ取りのバックアップを約束させている。
梶原 隼人（かじわら はやと）
梶原修人の父親で、先代梶原柳剛流継承者。真剣勝負では自分より修人の方が上かもしれないと語っていたが、竹刀での稽古では常に圧倒していた。
武道家としての自分の強さと正しさを知りたいと、芝原剛盛の立会いのもと入江無一と命をかけて真剣勝負を行い、至近距離で互いに抜刀を封じ合った状態から金剛を受け敗北。その夜自宅で自ら命を絶った。

### 日本拳法
佐川 睦夫（さがわ むつお）
外国の戦場で戦う傭兵。敵の血を啜るという奇行のために傭兵仲間からは「吸血鬼」と呼ばれ不気味がられているが、一方で睦夫が部隊にいれば必ず生き残れるため、英雄としても扱われている。
日本拳法家・佐川雅夫の長男に生まれ、幼い頃から日本拳法を学んでいた。凡庸な才能ながら父の期待に応えるべく、勉学など生活の全てを犠牲にして必死に稽古に打ち込み続けていたが、中学生の時に出場した進道塾の大会で田島彬に完敗。それによって父から拳法家としての才能を見限られ、それを父に捨てられたと受け取ってしまったことで精神が破綻、同じく過酷な訓練で精神を病んでいた徳夫と共に雅夫を殺害する。以後「体の中のガラス玉が割れて血を砂に変える毒薬が流れ出てしまった」「血を砂に変えないために他人の血を飲み続ける必要がある」と思い込むようになり、父が亡くなった後血液を求めて外国の戦場に身を投じるようになった。
父に対する愛憎が非常に深く、父が亡くなった後もまだ生きていて常に傍らにいるかのような幻覚を見ている。陰陽トーナメント出場が決定するとその死を受け入れ幻覚は見なくなったが、その後も無関係で見ず知らずの人間を拉致監禁し父に仕立て、自分と徳夫を衝突させようとした十兵衛を真の徳夫と思い込むなど明らかに精神を病んでおり、人前でも脈絡のない独り言を呟くなど奇行も目立つ。
セコンドに菅野祐太郎を携え、田島を倒し「解毒」するため陰陽トーナメントに出場する。日本拳法をベースにした軍隊格闘術を用い、トーナメントでも使う格闘技は軍隊格闘と銘打たれている。拳法家としての才能はあらゆる面で徳夫に劣るが、過酷な鍛錬を長時間・長期間にわたって自分の意志で継続できる点だけは唯一勝っていると言われる。
佐川 徳夫（さがわ のりお）
佐川雅夫の次男で睦夫の弟。兄と同じく幼少時から日本拳法を学んできたが、兄と違って天才的な資質を持っており、当時最強と言われていた日本拳法選手を圧倒的な実力差で下しその名が知られるようになった。更にその才能は日本拳法以外にも及び、野球では全くの初心者にも関わらずプロ投手の球を打ち込んで「間違いなく史上最高のバッターになれる」とドラフト指名を受け、ボクシングでは川上竜に対し、大晦日のテレビ中継で見て覚えた煉獄の研究・練習をしつつ圧倒してみせた。視力がよく読唇術の心得があり、相手の表情や振舞いから些細な嘘も見抜くことができる。日本拳法家としては人間離れした当て勘と視力を生かしたカウンター戦法を得意とする。
セコンドに自分の内弟子となった川上を携え、陰陽トーナメントに出場。一回戦で石橋から出場権を奪った十兵衛と対戦し、試合開始前に煉獄を受けて強烈なダメージを負わされるも、策略に乗せられそのまま試合に突入。生え抜きの日本拳法出身者としては珍しい掴みからの投げを使って窮地を脱し、その後も地力の差によって少しずつ十兵衛を追い詰めやがてKO勝ち寸前まで状況を好転させたが、梶原が前の試合で回収し損ねた屍を打ち込まれて瀕死の状態にさせられ、金剛を受けて失神、敗北した。
兄弟仲は非常に悪く、内心で睦夫を見下している。父が殺害され以来、心の平静を保つため以前の兄と同じく父がまだ生きていて常に傍らにいるかのような幻覚を見ていたが、十兵衛に敗れた後父の死の真実を思い出し、12億円もの大金を使って自分の命を救ったタン・チュンチェンを真の佐川雅夫と思い込むようになった。
佐川 雅夫（さがわ まさお）
日本拳法家。睦夫と徳夫の父。かつては山本陸、川口拳治らと同門の空手家で、2人と同じく寸止めルールに異議を唱えて空手から日本拳法へと転向した。幼少時から武道を学び、空手の他に柔道、剣道、居合道の有段者でもあった。
自身の老いを悟り、睦夫・徳夫に幼少時から日本拳法の英才教育を施していたが、その内容は川口拳治から面と向かって批難されるほど強制的かつ容赦のないもので、生活の全てを拳法に捧げていた睦夫を一度の敗戦で見捨て、徳夫には睦夫と同じレベルの過酷な鍛練を強いてふたりの精神を病ませ、やがて手を組んだ睦夫と徳夫に惨殺された。暴力団の興業を妨げていたことで恨みを買っていたため、容疑者は公的には判明していない。

### ボクシング
石橋 強（いしばし つよし）
WBO世界ランキング1位のヘビー級プロボクサー。アメリカ合衆国を拠点に活動している。生まれ持った分厚い体躯を誇り、ヘビー級のパワーと軽量級にも負けないスピードを兼ね備えている。また、太い首と一枚アバラによるダメージに対する驚異的な耐性から、ボクシング界では「東洋のフランケンシュタイン」の異名を取っている。加えて、強打を受けると痛みや屈辱感が性的興奮に変換する異常なマゾヒズムを持っており、極限まで痛みを感じるとトランス状態となり集中力が極端に増加、相手の行動を正確に予測できるようになる。子供の頃、若すぎる継母からしつけとして叩かれたことでマゾヒズムに目覚め、継母への恋慕を知られた父に継母との性行為を強要され支配される快楽に目覚めるなど、常軌を逸した家庭環境がその強さの根源に繋がっている。
プロボクサーとして誇りとプロ意識を持っているが、ヘビー級のボクサー以外はボクサーとして認めておらず、ヘビー級以下の階級のボクサーのことを「コロポックル」、彼らの行う試合を「ボクササイズ」と揶揄するなど偏見的なボクシング論を持っている。
田島彬がエキシビションマッチでWBO王者を倒してしまったため王座に挑戦する機会がなくなってしまい、路上で田島を襲って戦おうとしたが、田島の弟子・アリに邪魔をされ、更にその最中に田島に自動車ではねられて撃退された。その後日本に帰国し、蹴り技を学ぶため大晦日の大会を終えた直後の高野を襲撃。高野に睾丸を潰されたが、その苦痛でトランス状態が発動し、ジャブ一発でKOした。高野を襲う直前には、高野の対戦相手だったデビル塚山を倒している。
利害関係の一致したデビル塚山をセコンドに携え陰陽トーナメントへの出場が決定していたが、十兵衛の策略により、アンダーグラウンドの出場者として十兵衛と決闘。地の利を生かした頭脳的かつ豪快な立ち回りを見せ、腎臓打ちからの煉獄を持ち前のタフネスとマゾヒズムで凌ぐなどして十兵衛を追い詰めたが、度重なる策に嵌まってボクシングを封じられ、最後は「高山」を喰らい敗北した。
ウォーレン・ウォーカー
WBC世界ヘビー級王者。様々なタイプの切れ味鋭い左ジャブを得意とするだけでなく、サウスポーへのスイッチもできる。
兄貴分だったマイルズ・バンバーのパンチドランカー症状を目の当たりにし、壊されないボクシングのために、マイルズから「神の拳」とまで呼ばれていた左ジャブを磨き続けていた。そのため、相手に何もさせずに完勝する一方でKO勝ちが少なかったため客受けが悪く、対戦相手が見つからなかった。その状況を打破するため、ニューヨークマフィアのボスであるマウリシオ・チェッカロッシに、引退するまでファイトマネー以外の全収入を上納することを条件に支援を要請。チェッカロッシのボディガード31人を一晩で倒し、その強さを証明し全面的なバックアップを約束させた。
マイルズ自身の説得もあり普段は打たせずに打つボクシングスタイルをしているが、本心ではマイルズのような捨て身でKOを取るスタイルに強く憧れている。IBF王者となった田島彬と、ファイトマネー総取りとなった統一タイトルマッチで対戦、幾重にも張り巡らされた田島の心理的な罠に思考を操作され、KOを狙ってマイルズのように大振りのパンチを繰り出したところにカウンターを合わせられて顎を砕かれ、敗北した。
マイルズ・バンバー
ウォーレンの兄貴分。世界チャンプ確実と言われ、力も金も女も持つウォーレンの憧れの存在だったが、足を止めて正面から打ち合うスタイルを好んでいたためにパンチドランカーとなってしまい、全盛期に唐突に引退。様々な記憶と共にやがて財産も友人も失い、ウォーレンが引き取って生活の面倒を見ていた。ウォーレンが世界王者になったことを覚えておらず、試合の度に王座初挑戦だと思いこんで応援している。ウォーレンが田島に敗北した光景を目の当たりにした際は呆然としていた。
デビル塚山（デビル つかやま）
元中量級世界王者。十兵衛・金田戦の前座で高野と戦いハイキック一発でKOされ、更に控室で石橋に叩きのめされた。その後、十兵衛の差し金で陰陽トーナメントに臨む石橋のセコンドに就き、ボクシングに対するその考え方・姿勢を石橋に強く非難されたことに反感を抱き十兵衛・石橋戦の成立に協力、石橋の敗北に伴ってトーナメント関係者席を後にした。

### キックボクシング
川口 夢斗（かわぐち ゆめと）
打撃系格闘技トーナメント「立技」のヘビー級チャンピオン。かつてのキックボクシングのスター選手・川口拳治の養子。丸太のように太く鍛え上げられた脚から繰り出す蹴りは防御すらできないほどの威力を誇り、立技のトライアウトでは梅拳を、大晦日の立技トーナメント決勝ではヘビー級王者だったアレクサンテリ・ヒッタヴァイネンを、それぞれ二の腕へのミドルキックで鎖骨を折りKOした。公式戦では未だハイキックやローキックを使ったことはない。
立技決勝戦後の勝利者インタビューで進道塾への挑戦状を叩きつけ、その後陰陽トーナメントへの出場を表明。陰陽トーナメント第1回戦第4試合で金隆山と対決。試合序盤は肘とパンチで金隆山の額や瞼をカット、テクニカルな回避からの強烈な一撃で試合を優位に進めるも、鉄砲からの素首落としで瀕死のダメージを受けダウンを喫する。しかし横綱としての体面から金隆山が追い打ちをかけずにいる隙に立ち上がり、飛び膝蹴りから受けた足が変色するほどのローキックで互角の戦況へと持ち込む。その後両腕を折られながらも善戦し、やがて温存していたハイキックを直撃させ逆転勝利をもぎ取ったと思われた瞬間、反撃で右足を掴まれて折られ、拳治のタオル投入により敗北した。
キャラクター名は読者企画で名づけられたものであり、応募者は後に放送作家となる川口夢斗である。
実の家族である両親は健在で、川口家の養子となった後に生まれた中学生の実弟がおり、陰陽トーナメントに際して3人を現地の会場まで招待した。実弟は夢斗の大ファンだが夢斗と血が繋がっていることは知らない。
川口 拳治（かわぐち けんじ）
川口夢斗の養父。元は山本陸、佐川雅夫と同門の古流空手家で、寸止めルールに不満を覚えてキックボクシングを創始し、「真空飛び膝蹴り」を武器にスター選手としてキックボクシングブームを巻き起こした。しかし強すぎたために対戦相手がいなくなり、階級を上げてもやがて重量級の選手が底をついてしまったため現役を引退、それと共にキックボクシングブームも終焉を迎えた。
引退後はキックボクシングジムを経営して後進の指導に当たっていたが、借金苦で一家心中未遂を起こしたジム生の借金を返済するためにジムを売却、そのジム生の息子だった夢斗を養子に迎え、自らの技術を継承した。夢斗と血は繋がっていないが深い絆で結ばれている。トーナメントでは夢斗のセコンドに就いている。
梅拳（バイケン）
「立技」ミドル級の元世界王者。立技を常に盛り上げるように努力することを条件に、ヘビー級並みのファイトマネーで契約している。立技トライアウトに立ち合い、今後の話題作りのために夢斗のテスト相手を買って出て、夢斗のミドルキックを左肩に受け鎖骨を骨折した。

### 相撲
金隆山 康隆（こんりゅうざん やすたか）
大相撲横綱。初土俵以来843勝0敗0休という大記録を持っている史上最強の力士。
ミオスタチン関連筋肉肥大という先天的な特異体質で、筋肉量は常人の2倍を大きく上回り、1トンの闘牛の横綱の突進を素手で受け止めて合掌捻りで投げ飛ばすほどの怪力を誇る。入門以来、突っ張り・張り手・閂・鯖折りを自ら禁じ手にしており、余力を残して戦っている。田島がボクシング統一王者となったのを受け、オファーに乗って陰陽トーナメントへの出場を決める。
本名・武田康隆。生後間もなくミオスタチン関連筋肉肥大による栄養失調で命を落としかけていたが、武林製薬の創業家一族の生まれであったため、適切な処置を受けることができた。実家には山本陸が倒したという熊の剥製が飾られており、幼少時は山本への憧れが強かった。
陰陽トーナメント第1回戦第4試合川口と対決。試合開始直後からカット技で目を塞がれ、テクニカルな打撃戦を制されて強烈な肘打ちを食らうも、鉄砲からの素首落としでダウンを奪う。横綱としての体面・立場から追撃をかけず待っているうちに川口が立ち上がり、直後に防御不能と言われたローキック2発を反撃に受けて左足に大きなダメージを負わされて互角の状況に持ち込まれ、鉈と逆とったりで川口の両腕を折りながら反撃のローキックを幾度も食らい、やがてハイキックを側頭部に受けて崩れ落ちたかに見えた瞬間、川口の右足を掴んでへし折り、とどめを刺さんと鯖折りに入ったと同時にタオルが投入され、勝利を収めた。
試合後、ハイキックを側頭部に受けたことが原因で脳出血を起こし、控室に帰り着いた直後に倒れ、生涯不敗のままこの世を去った。
下総 五郎（しもうさ ごろう）
金隆山の師匠。現役時代の最高位は十両。弟子である金隆山にも敬語を使うなど、気弱な性格をしている。金隆山の大ファンの幼い息子がいる。
最強にかける金隆山の思いを理解し、陰陽トーナメントに出場を決めた金隆山を支援するべく、兄である日本相撲連合会理事長と共に関係各所への説得に奔走、横綱としての金隆山のトーナメント出場と連合会の正式な全面支援を認めさせた。トーナメントでは金隆山のセコンドを務める。
初登場シーンは、雑誌掲載時には吃音癖が見られたが単行本では修正されている。

### 合気道
芝原 剛盛（しばはら ごうせい）
合気道家。全国に支部を持つ合気道組織の長で、形のあるものなら真球でも倒すことができると豪語している。かつて田島が、山本陸、入江無一と並んで日本国内で倒すべき強者として名前を挙げていた。かつて、入江無一と梶原隼人の真剣勝負の立会人を務めた。
田島が無一を再起不能にした後、芝原の自宅に乗りこんで対戦を申し込んで来た際、田島を出し抜き立ち合いを避けた。9年後、末期癌を患って余命1年と宣告され、田島との勝負から逃げたことを後悔、武道や格闘技に理解のある後藤を主治医に迎え、田島との決着をつけるために陰陽トーナメント出場要請を受諾した。余命幾許もないため、優勝した場合はその日にその場で田島と立ち会うことになっている。
トーナメントでは陽側に属する格闘家とされているが、陰側の思考様式も持ち合わせており、十兵衛に策略を働かせるよう仕向け上杉均への牽制にするなど強かさを窺わせる。その十兵衛については全トーナメント出場者中最弱の実力と語る一方、その戦略戦術や観察眼、行動力を極めて高く評価しており「自分の陣営に引き込めれば最強の駒となる」とまで述べている。
芝原 佑（しばはら ゆう）
芝原剛盛の息子。合気道道場主を務めており、余命宣告された父から対田島戦に備えて技の全てを伝授された。当初は自分が合気道を代表して陰陽トーナメントに出場しようとしていたが、生涯最後の試合として出場を決めた剛盛を支えセコンドとなる。勝つためには周到な策略を巡らせ手段を選ばない十兵衛に好意を抱き、注目している。

### 召琳寺拳法
日本発祥の武術。比較的新興の流派で、中国の嵩山召琳寺で作られた召琳武術とは異なる。打撃技の剛法、投げ・関節技の柔法、その他には整法などからなる。少林寺拳法をモデルにしている様子が見られる。
三代川 祐介（みよかわ ゆうすけ）
召琳寺拳法家。段位は六段。
幼少期は死んだ父・清太と同じ心臓の病を抱えていたが手術で回復、その後、開祖の高弟だった祖父から召琳寺拳法を習っていた。しかし小学生の頃に同級生に冷やかされたことで召琳寺拳法をやめてしまい、次第に部屋に引きこもるようになってゆく。中学3年生の時に祖父が癌で他界、葬儀後に読んだ祖父の日記から、祐介の心臓病回復の願掛けとして今後一切薬を飲まないと誓ったことや、最期まで祐介が立ち直ると信じていたことを知り、自責の念に駆られて奮起。祖父の知り合いの召琳寺拳法家を尋ね、以来15年間修業を続けてきた。
多重人格と言われており、祖父から教わった般若心経を唱えることで人格が入れ替わる。三代川裕介としては極端に高い技量は持っていないが、陰陽トーナメントの出場権を懸けた同門の五味勘助との試合で現れた一人目の人格「清太」は、それまで一方的に祐介を殴り続けていた五味を仏骨投げからの足刀踏みつけで簡単に倒している。
五味 勘助（ごみ かんすけ）
召琳寺拳法家。名前は父親の憧れだった生野勘助からつけられた。召琳寺拳法と自身の強さを証明するため陰陽トーナメントへの出場を希望し、出場権を懸けて同門の三代川と対戦。剛法のみで三代川を圧倒し続けていたが、三代川の人格が入れ替わるとあっけなく倒された。陰陽トーナメントでは奥谷と共に三代川に帯同している。
奥谷 将明
召琳寺拳法家。三代川の祖父の知人で、職業は医師。陰陽トーナメントでは三代川の師匠としてセコンドを務めている。

### アンダーグラウンド
アメリカで開催されている非合法格闘大会。会場内には様々なセットがあり、その中で対戦が行われる。基本的に刃物や銃器の使用が認められており、殺人も容認されている。会員向けのインターネット中継が行われており、会員はどちらが勝つか賭けることができる。
櫻井 裕章（さくらい ひろあき / ゆうしょう）
アンダーグラウンドのS級格闘士・超人気選手で、シラットの使い手。戦績はイミ・レバイン戦の時点で20戦20勝。前向性健忘を患っており、空手に打ち込んでいた中学時代以降の20年間の記憶がなく、新しく覚えた記憶も72時間しか持たない。必要最小限の記憶を維持するために重要事項を記したメモ帳を常に携帯しており、24時間ごとにそれを見るようにしている。健忘症のため、自分以外の言葉は誰のものであっても信用しない。
自分の強さを証明し最強であるという消えない記憶を得るため、アンダーグラウンドで戦い続けていた。アリの説得とウォーカー戦で見た田島の強さから陰陽トーナメントへの参加を決め、アンダーグラウンドを出奔し日本へ帰国する。トーナメントでのセコンドはヨシフ。アンダーグラウンドでは名前を「ゆうしょう」と読んでいたが、円形闘技場や陰陽トーナメントにおいては「ひろあき」と名乗っている。
沖縄の名護御殿手13代宗家・櫻井武吉の息子で、名護夕間の生涯最後の弟子として空手を学んでいた。シラットを身に着けた経緯は明らかになっていないが、複数系統のシラットを複合して使いこなす技量は田島をして「完璧と言っていい」と言わしめ、かつて中東の「円形闘技場」に出場していた時はあまりの強さから対戦相手が見つからず、棒きれ一本でライオンに挑み倒したことがある。
陰陽トーナメント第1回戦第3試合で文学と対決。試合開始直後の強襲で右鼓膜を破られた後、詠春拳系シラットのスピードのある連打と古流空手の素地、文学を遥かに凌ぐ実戦経験によって瞬く間にKO寸前まで逆転したが、動きを封じるために掴んでいた左耳を文学が自ら引きちぎった隙に煉獄を叩きこまれ、とどめの睾丸潰しを骨掛けによって防ぎ脱出するも、強烈なダメージにより互角の戦況に持ち込まれる。その後のプリサイ・ディリ系シラットの『竜の技』と文学の居合の構えとの攻防で文学の左腕を折り勝利が確定したかに見えたが、折れた左腕での煉獄から変形の高山を受けた時に骨掛けで腹中に引き上げていた睾丸を押し出され、グラウンドで睾丸潰しから金剛を受け敗北した。
試合後は会場外の病院へ搬送されてヨシフと引き離され、その後かつての庇護者の下に戻されて行ったと語られている。
イミ・レバイン
アンダーグラウンドの格闘士。クラヴ・マガを使うイスラエル人で、戦績は63戦63勝、強すぎるあまり2年間対戦相手が見つからなかった。
2年ぶりに組まれた試合で櫻井と対戦、戦前のオッズでは圧倒的な支持を集めるも、櫻井の徒手格闘の技量に追い詰められ、ナイフを避けるべくトイレに籠った櫻井を拳銃でドア越しに撃つも弾丸をかわされ、とどめを刺そうとトイレに入ったところで銃を奪われ射殺された。
最期の瞬間、櫻井も自分と同じく命懸けで戦うことをやめられない戦闘狂であることを伝え、自分を最後にアンダーグラウンドから足を洗えと説得した。
朴 鐘顕（パク・チョンヒョン）
「漢江の怪物」の異名を持つアンダーグラウンドのC級格闘士で、戦績は5戦4勝1敗（1敗は反則負け）。韓国人。シルムの白頭級の横綱である他、釵術やインド棒術・シランバムの使い手でもあり、徴兵経験もあるためナイフ術も使いこなせる。
ナイフを所持してのハンデ戦で櫻井と対戦する予定だったが、直前になって急遽、櫻井を陰陽トーナメントに出場させようとする田島との対戦が決定。田島の策略に嵌められて試合開始直後に試合場から出てしまい、田島に指一本触れることなくペナルティとして狙撃手に射殺された。
講談社に在籍する同姓同名の編集者をモデルにしている。
アーサー・シロタ
アンダーグラウンドのMC・実況を務める長髪の日系アメリカ人。田島彬の櫻井への陰陽トーナメント出場要請に対し、田島の試合出場を条件に櫻井を自由にしてやると独断で決済、田島が試合に勝利し櫻井が出奔したため、制裁としてライオンと戦わされ死亡した。
ヨシフ・ブラトフ
櫻井裕章のマネージャーである禿頭の壮年男性。櫻井を金蔓としてしか見ておらず、櫻井の健忘症を利用してアンダーグラウンドで戦わせ続けていた。アーサーと共に田島の試合出場を承認したため、アンダーグラウンドから命を狙われると察して陰陽トーナメントに出場する櫻井と行動を共にすることを選んだ。トーナメントでは櫻井のセコンドとなっている。
マカオに渡る前に櫻井と共に滞在していた日本のホテルにて、石橋強を倒して陰陽トーナメントへ出場することを目論む十兵衛から、十兵衛と石橋の野試合をアンダーグラウンドへ賭け試合として提供することで許しを乞うことを持ちかけられ、十兵衛・石橋戦の成立に協力した。
櫻井が陰陽トーナメントに敗退した直後アンダーグラウンドに捕えられ、制裁としてライガーと戦わされる。その時に自らの貯金20万ドルを自分に賭け、持ち込みを許されたナイフで試合開始までの短い時間に自分の右足を切り落としてライガーに差し出し、それを食べている隙にライガーの喉を切り裂いて勝利し命と大金をその手に収めた。1年後、タンが出資を止めて運営が立ち行かなくなったアンダーグラウンドに出資者として戻ってきたと語られる。
タン・チュンチェン
アンダーグラウンド主催者。マカオでカジノを営む大実業家で、日本でもホテルを経営している。朴を倒した田島にマカオでの陰陽トーナメントの開催を提案され、これを了承した。その後、自らの経営するホテルでの十兵衛対石橋のアンダーグラウンド戦を承認、陰陽トーナメント直前にも十兵衛の提案で佐川兄弟戦を行わせようとしたが田島の妨害により不成立となった。
陰陽トーナメントの十兵衛・徳夫戦の後、梶原の屍で瀕死の状態になった徳夫を救うべく血清を譲るよう板垣組の吉田と交渉するが、あまりに足元を見た吉田の要求に板垣組への反感を強め、自らの計画を進めるべく梶原の板垣組乗っ取りの後押しを決意する。
文学・櫻井戦では特別試合と位置づけアンダーグラウンドの賭けの対象としたが、ベットが櫻井のみに集中したため成立しなかった。
B・S・マッド・ホッパー
アンダーグラウンドの会員。「円形闘技場」主催者。タンと顔見知りで、十兵衛・石橋戦で石橋に1億ドル賭けたりとかなりの資産家であることを窺わせる。

### 大和プロレス
生野勘助が主宰するプロレス団体。かつてはゴールデンタイムで試合が放送される人気団体だったが、カブトの収監と生野の引退に伴い、現在は往年の人気はなくなっている。
カブト / 阿南 優太（あなん ゆうた）
大和プロレス所属の覆面レスラー。素顔の阿南優太は内気で恥ずかしがり屋の青年だが、カブトとしては圧倒的な実力と人気を誇り、生野勘助も認めた最強のプロレスラーだった。
人生の絶頂期に婚約者を強姦・殺害され、その復讐に犯人の中学生3人を素手で殺害、無期懲役判決を受けて刑務所に収監された。獄中では生きる目的を失い惰性で人生を送っていたが、収監から15年後、生野の政治力によって仮釈放を認められ出所。刑務所まで出迎えにきた多数のファンの姿や薩摩の説得に心を動かされ、涙ながらにプロレスへの復帰を決意した。その後陰陽トーナメントへの出場が決定する。
中学生グループを殺害した時に濃硫酸を浴びせられたため、その後も顔の左半分が焼けただれている。陰陽トーナメント出場に際しては田島の意向により、マスクのデザインを耳と後頭部が露出されたものに変更している。
生野 勘助（いくの かんすけ）
大和プロレス創設者。「ミスタープロレス」と呼ばれカリスマ的な人気を誇ったプロレスラーで、異種格闘技戦の経験もあり喧嘩の実力も高い。
カブトの収監以来人気が下り坂になったプロレスの現状を打破するため、総合格闘技の試合で反町隆広に自身を負かすブックを持ちかけるも拒否され、直後、大和プロレスに道場破りに訪れた反町と対決。反町の両耳をちぎり、マウントポジションからの容赦のない攻撃で追い詰めたが、デラヒーバから始まる一連の動作で形勢を逆転され、裸締めで落とされた後、頸椎を折られて全身麻痺にさせられた。
それから8年後、「練習中の事故により不随になった」体が懸命のリハビリにより車椅子に乗れるまでに回復した様子を特集したテレビ番組が大きな反響を呼び、それに乗じて自らの人気と共に、カブトに対する同情の世論を高めていった。その後、東京都知事選挙への出馬を表明することで浮動票の散逸を目論み、それを止めに入った大物政治家の口利きでカブトを仮釈放させプロレスラーとして復帰させると同時に、反町と共に陰陽トーナメントに出場させた。
かつて山本陸と野試合で闘った時に煉獄の実験台にされて敗れ、両膝の靱帯を断裂する大怪我を負い再起不能と言われるも、その後反町と戦えるまでに復活した。反町に首を折られた後は、テレビ番組では長いリハビリの末にようやく車椅子に乗れるようになったとされていたが、実際にはそれより7年前に車椅子に乗れるようになっており、現在は自由に腕を動かして酒を飲むこともできる。
薩摩 柿之介（さつま かきのすけ）
大和プロレス所属の中年プロレスラーで、新人教育係。入門テストの1万回スクワットを終えたばかりの疲労困憊の新人を、スパーリングで一方的に痛めつけることを好んでいる。
入門テスト直後の疲労困憊だった反町を痛めつけようとしたところ、返り討ちにされて腕を折られて病院送りにされた。その後、病院から帰ってきた直後に反町に使い走りを命じられ、叱責したところを今度は逆の腕を折られた。後にカブトと生野がいなくなった大和プロレスを支え続け、カブトの仮出所時には身元引受人となった。

### 陰陽トーナメント参加者
田島 彬（たじま あきら）
総合格闘家。空手をはじめとして様々な格闘技の経験があり、門外漢にも関わらずプロボクシングのヘビー級王者をボクシングで圧倒するほどの実力を誇る。それだけでなく、相手の人間性や人間関係を利用する狡猾な策略にも長け殺人の経験もあり、作中に登場する格闘家の中でも飛び抜けた戦闘力を持っている。
少年時代は進道塾の門下生で、中学生の時に出場した公式戦では佐川睦夫を後ろ回し蹴り一撃で倒している。17歳の時に山本陸に組手を迫られ「2年後なら勝てる」と言い残して進道塾を脱退。2年後、山本陸に不意打ちで襲い掛かり左目を潰した後、入江無一と戦って再起不能に追い込み、日本を後にした。トーナメントの開催資金を稼ぐためボクシングのヘビー級世界王者となることを目論み、WBOヘビー級王者・モーラーをエキシビションマッチで倒した後IBF王者となり、WBC王者ウォーレンを下して2億ドルのファイトマネーを獲得し引退。日本に帰国して陰陽トーナメントの開催を発表し、主催者として大会の運営に当たっている。
かつて、田島と思しき人物が素手同士の戦いの末に対戦相手を殺害した動画がインターネット上に出回っていた。櫻井裕章の異母兄弟であるため櫻井を特別視しており、衆人環視の中で櫻井を殺すことを目標にしている。
工藤 優作
詳しくは#工藤 優作を参照。
梶原 修人
詳しくは#梶原 修人を参照。
佐藤 十兵衛
詳しくは#佐藤 十兵衛を参照。
佐川 徳夫
詳しくは#佐川 徳夫を参照。
入江 文学
詳しくは#入江 文学を参照。
櫻井 裕章
詳しくは#櫻井 裕章を参照。
川口 夢斗
詳しくは#川口 夢斗を参照。
金隆山 康隆
詳しくは#金隆山 康隆を参照。
上杉 均
詳しくは#上杉 均を参照。
芝原 剛盛
詳しくは#芝原 剛盛を参照。
関 修一郎
詳しくは#関 修一郎を参照。
佐川 睦夫
詳しくは#佐川 睦夫を参照。
反町 隆広（そりまち たかひろ）
総合格闘家。元はカブトと同期に大和プロレスに入門したプロレスラーだった。暴力的で破天荒、自己中心的で悪びれない行動と言動から「空気の読めない男」と呼ばれている。
プロレスラーとしてはヨーロッパのヘビー級チャンピオンにまで上り詰めるも、プロレスのブックを嫌って総合格闘技に転向、ブラジリアン柔術全盛期に唯一柔術に勝ち続けるなどスター選手として活躍していた。しかし生野からブックありの試合を持ちかけられたことに嫌気がさし、総合格闘技も引退。直後、大和プロレスへ道場破りに現れ、薩摩ら所属プロレスラー数名を倒した後、耳を引きちぎられるなどの重傷を負わされながらも生野の首を折り、勝利した。
この後、各団体やテレビ局から破格の条件を提示されるも引退の意向を撤回せず、帰郷。実家のアパートに引きこもり、母親の年金で生活しながら、カブトや山本陸、まだ見ぬ強豪らとの対戦を待ち続けて一人トレーニングに励んでいた。
現役時代からカブトのことをライバル視しており、生野の推薦により陰陽トーナメントへの出場が決定した時は全く興味を示さず参加する気もなかったが、カブトの出所・参戦を聞くと一転、喜んで出場を決意した。トーナメントでのセコンドは生野。
三代川 祐介
詳しくは#三代川 祐介を参照。
カブト
詳しくは#カブトを参照。
里見 賢治（さとみ けんじ）
中国拳法家。かつては「拳聖」と呼ばれたほどの進道塾の実力者で、山本陸に「進道塾のものではない里見独自の空手」と高い評価を受けていたが、山本に組手で完敗したことで「空手では山本陸に勝てない」と悟り、進道塾を脱退。中国に渡って意拳を学び、意拳と空手と柔術を組み合わせた独自の拳法「玉拳（ぎょくけん）」を創始した。
日本に帰国後、山本空が継いでいた進道塾の恵比寿道場に道場破りに現れ、空と対戦。空手の技のみで空を圧倒した後、空が放った煉獄を破って玉拳の技「門」で倒し、陰陽トーナメントへの参加を表明した。トーナメントでのセコンドは空。
様々な格闘技に関する豊富な知識と鋭い観察眼を持っており、トーナメント控室では他の出場者が使っている技について空に解説している。また十兵衛と同じく試合外での工作も積極的に行い、マカオへ出発する前には互いに協力しトーナメントの合間に田島に重傷を負わせる約束を上杉と交わした。意拳を学んでいたころ、嫉妬のあまり集団で自分を闇討ちしてきた兄弟子を殺害したことがあり、それが玉拳創始のきっかけのひとつとなった。

### 格闘技関係者
アリ
田島の弟子で側近。中東出身。肌が褐色で端正な容姿をしており、普段は落ち着いた物腰をしている。年齢は10代半ばと見られている。蹴り技を得意とし、田島に挑んできた石橋強を足技のみで追い詰めている。
櫻井裕章に憧れており、「櫻井のような力があれば家族を守れた」と過去に家族を失ったと思しき台詞がある。円形闘技場時代の櫻井と師弟になる約束を交わしていたが、櫻井が行方不明になり、入れ替わりで円形闘技場を訪れた田島に拾われる形で弟子になった。
中島（なかじま）
コングスリーパー社社長。眼鏡をかけたやや肥満体型の中年男で、元プロ格闘家。高野を総合格闘技にスカウトしに高野宅を訪ねた帰り、高野を倒そうと高野を尋ねてきた十兵衛に一方的に喧嘩を売られ、不意打ちの後ろ回し蹴りは受け止めたものの、眼鏡を外した瞬間に眼潰しを受け瞬殺される。その後、フェノメノンの試合に乱入した十兵衛をスカウトし、大晦日に金田とのデスバトルの試合を成立させた。
融資を盾に橋口に八百長を持ちかけたり、金田の反則行為を見て見ぬふりでフォローするなど、興行師としてダーティーな面を持っている。
コングスリーパー社は総合格闘技団体フォルティッシモを主宰しており、後に「見せるプロレス」をテーマにした格闘技団体「フェノメノン」も立ち上げている。経営母体には広域暴力団が携わっている。
サーモン森（サーモン もり）
宇都宮市出身のプロレスラー。喧嘩の実力もある。道場の明け渡しを巡って暴力団と対立し、ヤクザの襲撃をことごとく撃退し続けていたが、債権者に雇われた工藤優作に両腕を折られ、物件を追い出される。その後フェノメノンに入り、旗揚げ興業で乱入してきた十兵衛にリングの上で一方的に叩きのめされた。
マウリシオ・チェッカロッシ
ニューヨークの5大マフィアをまとめるニューヨークマフィア界のボス。数多くの孤児を引き取って実子のように愛情を注いで育てており、子供達もチェッカロッシに対して深い恩義・忠誠を感じている。英才教育を受けた子供の中でボディーガードを務めるにふさわしい力を持った32人は「チェッカロッシの子供達」と呼ばれ、そのうち2人が常にチェッカロッシの傍についている。
ファイトマネー以外の全収入の上納を条件にしたウォーレン・ウォーカーからの支援要請に対し、強さを示してみろとウォーレンに要求。チェッカロッシの子供達31人を一晩で倒し、最後の1人と共に自分のボディガードをすると申し出たウォーレンを「息子」と認め、全面的なバックアップを約束。メディアを操作してファンを煽動し、ウォーレンを1億ドルのファイトマネーを稼ぎ出す世界王者へと育てあげた。
横山 了一（よこやま りょういち）
警視庁所属の警察官で、全日本剣道選手権大会で前人未到の三連覇を達成した日本一の剣道家。教士七段。梶原修人に文学戦に備えての稽古台にされ、右手親指を切り落とされて敗北、その直後救急車で病院に搬送される途中、暴走したトラックに追突され命を落とした。
後藤 和義（ごとう かずよし）
医師。金田保の中学時代の同級生。中学時代の担任だった椎名を妻にしている。資産家の家の生まれ。
中学生の頃、正義感の強さを金田に利用されてクラスから孤立させられ、その時に唯一自分を信じてくれたように見せた金田を親友と慕っている。その後医師となってドイツへ留学し、ドーピングに対する専門知識を得て、金田の要請に応じて様々な薬物を処方していた。
金田が五輪選考会で村井と川上を陥れようとした時に、「自分が死んだら財産を全て相手に譲る」という遺言書を金田と互いに作成した。大晦日の大会で金田が十兵衛に敗北した後、金田の格闘家としての利用価値がなくなったと見切り、金田の財産を強奪すべく、また金田が中学生時代に椎名を強姦していた事などに対する様々な悪事の制裁として致死量の中枢神経興奮剤を飲ませ、ドーピングの後遺症による事故と見せかけて殺害した。しかしその一方で、死にゆく金田を罵る際に涙を流すなど、金田のことを最期の瞬間まで親友と慕ってもいた。
その後は芝原剛盛の主治医となり、残り少ない命で陰陽トーナメントに臨む芝原に対し、大会に参加できるよう特別に薬を処方している。
ダーマス / 増田（ますだ）
十兵衛の同級生。ダーとも呼ばれる。十兵衛のことをかなり恐れており、その行動の裏には悪意があると思い込んでいる。
大晦日の十兵衛・金田戦において、「佐藤クルセイダーズ」の一員として十兵衛の策略を手伝い、試合中には裸絞めから逃げられず苦しんでいた十兵衛に対して涙を流しながら佐藤コールを行い、十兵衛を励ましていた。陰陽トーナメントでは十兵衛の頼みで同級生と共に現地会場で観戦、金田戦の時と同じくサクラとして十兵衛の策略を手助けさせられている。
探偵
十兵衛の雇った探偵。名前は不明。十兵衛が陰陽トーナメント出場を画策し始めた時期に雇われ、工藤の周辺を調査するなどして策略に協力する他、ダーマスと同じくトーナメント会場でサクラ行為を行っている。
会田 勝彦（あいだ かつひこ）
下総親方の息子。幼いころから父の弟子である金隆山に強い憧れを抱いていた。金隆山の死から9年後、中学3年生の時に弁論大会で、中学卒業と同時に父に弟子入りして力士になり「将来横綱となった時に二代目金隆山を襲名する」と涙ながらに宣言した。
名護 夕間（なご ゆうま）
古流空手家。山本陸や川口拳治らの師匠で、沖縄に帰郷した後櫻井裕章を最後の弟子として育てていた。劇中では既に亡くなっており回想シーンのみの登場だが、読者プレゼントとして配布された小説「喧嘩稼業別巻」では生前の活躍が語られている。
1917年、名護御殿手12代宗家・名護夕露の息子として生まれ、次男であったため御殿手を継承できずかわりに唐手を学んだ。1950年、GHQの武道禁止令を解除するためアメリカ海兵隊の銃剣術の名手と立ち合い、相手を傷つけることなく銃剣のみを破壊して負けを認めさせ禁止令を撤廃、日本武道を復活させた。

### その他
本筋の流れにはあまり関わらず、主にギャグパートに登場するキャラクター。
佐藤 萌（さとう もえ）
十兵衛の妹。思い込みが激しく自意識過剰な性格をしている。最近性に興味を持ち始めたが、自分が汚される事にはかなりの嫌悪感を示している。
十兵衛に携帯電話を取られ、勝手に野中に告白されたせいで逆恨みされ、巨大掲示板サイト・ちゃんねるAで万引き少女の汚名を着せられた。その後、ちゃんねるAの看板に美少女と書かれて良い気になり、迂闊な写真を投稿したせいで住所が公表されてしまう。それがきっかけで白い三連星に狙われるが自力で撃退、オルテガとマッシュを罠に嵌めて逮捕させ、ガイアは住所を把握してちゃんねるAに公開した。
会話のすれ違いから、十兵衛からは白い三連星に妊娠させられたと誤解を受けている。また、十兵衛開錠ドットコムの社長に祭り上げられている。十兵衛のせいで春菊とピーナッツが嫌いになりかけている。
佐藤 俊太郎（さとう しゅんたろう）
十兵衛の父親。財務省の官僚で、家族とは別居している。甘党のうえ猫舌で、辛い食べ物が苦手。家族と別居している理由は、十兵衛にハバネロ入りの激辛カレー「地獄カレー」を食べさせられ続けたため。十兵衛以外との家族関係は良好で、萌のことは可愛がっており、妻ともセックス目的でしばしば会っている。名前の由来は元アシスタントであった大沢俊太郎。
勉強一辺倒でスポーツなどの経験がほとんど無く運動は苦手だが、カバディにはまり、親子喧嘩で十兵衛の攻撃をかわし続けた事がある。金剛地武志に似ている。妻・亜由子は栃木県知事。
山田 綾子（やまだ あやこ）
十兵衛の同級生兼友人で、彼に振り回されつつも協力的で友達として親しく接している。男子生徒からの人気が高いが、十兵衛によって学校一のヨゴレにさせられてしまい、島田武らに狙われている。東京に一種のコンプレックスを抱いており、時々コンプレックスが暴走して変な想像を膨らませている。
小林 紀子（こばやし のりこ）
綾子の友達。島田武と交際している。島田のプロデュースにより、眼鏡っ娘でボクっ娘になっている。
手前 ビクトリア（てまえ ビクトリア）
十兵衛の同級生であるハーフの少女で、オルテガ（手前浩哉）の義妹。ブサイクであるうえ、腋から悪臭を放っている。
十兵衛の計略で高野照久に好かれていると誤解し、半ば強引に高野の童貞を奪って高野の彼女を名乗り、その後も高野との交際を続けている。マッシュによると、母親は綺麗らしい。暴力は苦手。
多江山 里（たえやま さと）
行座宇都宮高校の教育実習生。世界で2番目の下げマンで、陰獣と呼ばれている。極度の近眼。
十兵衛のストーカーをしており、十兵衛を細木数子を見ると勃起してしまう体質に仕立て上げた。
その後、十兵衛に化けた島田に妊娠させられる。後に父親が島田である事実を知るが、島田の口車に乗せられ、若くて家が金持ちの十兵衛をお腹の子の父親と宣言した。しかし十兵衛は修行に出て会えなくなり、近眼ゆえにボケた島田の祖父・清を十兵衛と思い込み一緒に行動するようになる。
里谷多英のパロディキャラ。
紀藤 郡（きとう こおり）
行座宇都宮高校の教師で、山元池輝の相方。登場する時は宮崎県の名産品を食べながら涙を流している。加藤浩次のパロディキャラ。
野中 三太（のなか さんた）
萌のクラスメイトの男子。十兵衛の悪戯で萌を逆恨みし、ネット上で万引き少女の汚名を着せた。
加藤 礼司（かとう れいじ）
千葉ロッテマリーンズの投手で、抑えの守護神。11巻の巻頭エピソードで佐川徳夫にホームランを打たれた。「泣くようぐいす」にも登場している。
ガイア / 品川章二（しながわ しょうじ）
万引き少女の汚名を着せられた萌を私刑にすべく佐藤家を訪れたAちゃんねらーの三人組、通称「白い三連星」のリーダー格。坊主頭で眼鏡をかけている。中2の頃から学校を休み、友達も彼女も作らずにちゃんねるA三昧だった。
マッシュとオルテガが逮捕され、最後の武力行使も萌に通用しなかったことから佐藤家を逃げ出した後、自宅の住所を萌に突きとめられちゃんねるAに公開されてしまった。その後の動向は不明。
マッシュ / 折野仙蔵（おりの せんぞう）
白い三連星の一人。57歳の引きこもり。ビクトリアの母とお見合いをしたことがある。かつてちゃんねるAで釣神様と呼ばれていた。
萌に寝返ったかの様に見せて萌との会話を全て録音、それをネタに脅迫して一発ギャグをさせ続けていたが、萌の色仕掛けで混乱した隙に萌を凌辱しているシーンの録音音声を捏造され、駆けつけた警官に逮捕された。
オルテガ / 手前浩哉（てまえ ひろや）
白い三連星の一人。ビクトリアの義兄。「可愛い妹」への憧れを萌に利用され、駆けつけた警官に逮捕された。また、萌はその逮捕場面を撮影し、逆にちゃんねるAを利用する。

### 島田流
島田 武（しまだ たけし）
行座宇都宮高校の教師で、十兵衛の担任。女子高生好きが高じて教師になり「女子高生ハンター」の異名を持っているが、一方でその守備範囲は黒木瞳から発育の良い小学生にまで及ぶ。女子高生ハンターになったきっかけは、痴漢の冤罪事件に巻き込まれたことだった。実家は島田流という空手道場を営んでおり、自らも空手を使える。昔は鉄拳制裁などもよく加えていたらしい。
十兵衛以上に狡猾な卑劣漢で、十兵衛に多江山里のストーカーを相談されたのを利用して十兵衛に変装し、多江山と性行為に及んで妊娠させた挙句、十兵衛にその責任を押し付けようとした。激怒した十兵衛に実家に殴りこまれ祖父ともども叩きのめされたが、それでも最終的には多江山を十兵衛に押し付けた。その後は「島田武軍団」を率い、十兵衛らとは全く関係ない所で淫行条例撤廃を強く訴えている。
漫画家の島袋光年をモデルにしたキャラであることが随所で示唆されている。
島田 清（しまだ きよし）
武の祖父で、島田流の道場主。90歳を超えながら腰は曲がっておらず、武よりも強い。
十兵衛が道場に殴りこんで来た際に、武とタッグを組んで一度は十兵衛を倒したが、仲間割れを起こして武が十兵衛を起こしてしまい、二人揃って叩きのめされた。これ以降急速にボケてしまい、自分を十兵衛だと思い込んで様々な奇行に走っている。
実は武の祖父ではなく実父で、自らの息子だった孝の妻・きょうこを寝取ったことが明らかになっている。
島田 孝（しまだ たかし）
清の息子。作中では故人。宇都宮では餃子の次に有名な空手家だったが、清と血の繋がりが無いため、島田流を継げなかった。妻が家を出たショックから酒に逃げていたが、清の叱咤に反省し、息子の武に寂しい思いをさせないと誓っていた。妻が逃げた原因が父であることは最期まで知らなかった。
島田 きょうこ（しまだ きょうこ）
孝の妻で武の母。清と浮気をして清との間に武を作り、武が幼い頃に家を出て清の元へ走ってしまった。孝は武が幼い事を配慮してか、男を理由に家を出た事を告げなかった。

### 島田武軍団
島田武をリーダーとした、行座宇都宮高校の教師軍団。島田と共に淫行条例撤廃を訴えている。
東園 馬々（あずまその うまうま）
島田武軍団の一員。島田武を「殿」と慕っている。島田武軍団だったが諸事情により脱退した。登場する度に宮崎県の宣伝をしている。
そのまんま東のパロディキャラ。初登場の話を入稿した翌日に、そのまんま東が宮崎県知事選挙に出馬を表明したため、名前とビジュアルを若干変更せざるを得なくなってしまったというエピソードが巻末で語られている。
鷲尾 一次（わしお いちじ）
島田武軍団の一員。プロボクサーライセンスを持ち8回戦の経験もあることから、8Rの鷲尾と呼ばれている。森元獅子が山田に股間を見せた際にダッシュで詰め寄った事を賞賛され、「130Rの鷲尾」と呼ばれるようになった。130Rの板尾創路のパロディキャラ。
山元 池輝（やまもと いけてる）
島田武軍団の一員。ただの公務員のはずだが、ファンがいると言われたり大変な時期だと言われたりしている。山本圭一のパロディキャラ。
森元 獅子（もりもと ライアン）
東園の代わりに島田武軍団に入団した。森本レオのパロディキャラ。

## 技法

### 富田流
金剛（こんごう）
相手の心臓に打撃を加え、一瞬で気絶させる。心臓を強打する点以外に型は決められておらず、拳、虎爪、肘、踏みつけ、背面からの蹴りなど様々なバリエーションがある。使いこなすには高い打撃力が要求されるが、極めれば大型の猛獣にすら通用する。
富田流の無刀技の骨子と言われる技で、同様の技法は中条流の古文書にも記されている。
無極（むきょく）
自己暗示術。痛みを和らげる、火事場の馬鹿力を引き出す、気付けに使うなど応用範囲が広く、怪我をしたと思い込んで本来ないはずの痛みを作りだすこともできる。金剛と同じく無刀技の骨子と言われる技。
高山（こうざん）
柔道で言う肩車をかけ、相手を頭から投げ落とす。投げ落とす際に股間に通した手で睾丸を握り潰すため、相手は反射的な受け身すらとれなくなる。
富田流において「金剛」「無極」「高山」は口伝にて伝承されている。
車
富田流の抜刀術奥義。鞘付きの刀で相手の攻撃を受け、鞘で制している内に刀を抜いて斬る。富田流では、小太刀と鞘をそれぞれを一本ずつの刀に見立て、小太刀と鞘の両方を用いる技を「両」と掛け合わせた隠語で「龍」とも呼んでいる。
徒手対徒手の技術にも応用されており、相手が上段から振り下ろした手刀を受け止めつつ袖を掴んで動きを封じ、そのまま金剛等で反撃を行う。
電光
富田流抜刀術の一つ。近接戦において小太刀を左逆手で抜き、そのまま相手の手首を切り落とす。
目潰し
手首のスナップを利かせて、4本の指の背で目とその周囲を叩く。失明させるほどの威力はないが、当たればしばらくの間視力を奪える。
骨掛け（こつかけ）
腹筋の操作によって自らの睾丸を腹中に引き上げる。一部の鋭い攻撃ができなくなる短所と引き換えに金的への打撃を無効化する。古流空手の防御技を富田流に組み入れたもので、少なくとも無一の代から使用されている。
煉獄
十兵衛と文学が青木裕平から盗んだ進道塾秘伝の奥義。詳細は後述。
陰陽トーナメントの時点では二人とも、初撃が肝臓への左鉤突きである左Bパターンからしか開始することができない。富田流ではその点を補うために戦略的な運用を心掛けている他、壁際に追い込んで威力を増強させる、相手が防御に徹したところを金剛や高山、睾丸掴みに移行してとどめを刺すなどの工夫を加えている。

### 進道塾
煉獄
山本陸によって開発された、進道塾の一部の高弟にのみ伝えられる秘伝の技。それぞれ5つの急所への連続技からなる7種類の型で構成される連続打撃技であり、形稽古によって習得する。
- A（片手型）：裏拳（鳩尾）→裏打ち（顔面）→鉄鎚（金的）→肘打ち（側頭部）→手刀（顔面）
- B（両手型）：鉤突き（脇腹）→肘打ち（側頭部）→両手突き（顔面＋金的）→手刀（首）→貫手（鳩尾）
- C（片足型）：下段回し蹴り（膝関節）→中段回し蹴り（脇腹）→下段足刀（膝）→踏み砕き（足甲）→上段足刀（顎）
- D（両足型）：左下段前蹴り（膝）→右背足蹴り上げ（金的）→左中段前蹴り（下腹）→左中段膝蹴り（鳩尾）→右上段膝蹴り（顔面）
- E（片手片足型）：振り上げ（顎）→手刀（側頭部）→鉄槌（脳天）→中段膝蹴り（鳩尾）→背足蹴り上げ（金的）
- F（両手両足型）：左上段順突き（顔面）→右中段掌底（鳩尾）→右上段孤拳（顎）→右下段回し蹴り（膝関節）→左中段膝蹴り（脇腹）
- G（両手両足頭型）：右中段回し蹴り（脇腹）→左上段後ろ回し蹴り（側頭部）→左中段猿臂（胸部）→右下段熊手（金的）→上段頭突き（顎）

まずはAからGまでの7種（左右14種）のうち1種から開始し、ひとつのパターンが終わると相手の体勢などの状況に応じて新たなパターンを選択・開始し、以降これを絶え間なく繰り返す。反撃を許さない手順で打撃を加え続けるため、相手が反撃を試みてもそれより早く次の攻撃が入る。またダウンしようとしても追撃によって体を起こされてしまうため倒れることができず、使用者が止めるまで相手は何もできなくなる。
初撃から三手目までが確実に決まれば後は一方的に殴り続けることができるが、相手の動きを止め二打目・三打目に繋げるための初手を強力に入れる事が非常に困難となっている。また煉獄に入ることができても、絶え間なく連打を繰り出し続けるため使用者の体力を非常に消耗する。
劇中で確認されている限り、山本海・空、上杉、橋口、青木に伝授されている。対戦相手にはただの連続攻撃としか見えないが、第三者が客観的に観察した場合その法則性に気付いてしまう可能性があることから、進道塾では第三者のいない一対一の状況以外での使用を禁じられていた。里見は山本空から煉獄を受けた感想として「普段使わない技だからこそ鍛錬と工夫が要求される」と語っている。
上杉の用いる「完全な煉獄」は、14種の初撃だけでなく約70種全ての打撃から始動することができ、また状況に応じて打撃のテンポや強弱を使い分けることもできる。
スイッチ
橋口・大沢・田中の攻撃パターン。大沢と田中が相手にローキックを蹴り続けて足を壊す、あるいは相手の意識を下に向け、途中で安全靴を履いた橋口と交代、橋口が下段から上段に変化するブラジリアンキックで相手を倒す。

### 梶原柳剛流
脛切り
野太刀を長く持ち、下段の横薙ぎで相手の足を斬る。梶原流と柳剛流に共通する梶原柳剛流の真髄とも言える技法で、野太刀を用いるため技の間合いは非常に長い。
遠い間合いから一度に狙うだけでなく至近距離で面打ちからの連携で斬るやり方もあり、また後者を応用した素手の技法として、ロシアンフックで相手の顔面を狙ってから足を取り、寝技に引き込んでマウントを取る技もある。
頭浴びせ切り
近接戦において左逆手で刀を握って鞘から抜ききらないところまで抜刀し、そのまま相手と額を合わせて体重を浴びせ、相手の胴を正面から押し切る。
屍（かばね）
「毒」を指す梶原柳剛流の隠語。状況に応じ、殺す・弱らせる・痛みを与える3種類の毒物を、武器に塗る・エアロゾル化させる・飲食物に混ぜる3種類の用法で用いる。門外の人間には存在すら知られていない。
梶原柳剛流にはボツリヌス毒素を用いた「当たり」「大当たり」と呼ばれる屍の製法が伝承されている。
龍
「上段」を指す梶原柳剛流の隠語。天空を舞う龍から例えられている。
虎
「下段」を指す梶原柳剛流の隠語。地に伏せて獲物を狙う虎から例えられている。
卜辻（うらつじ）
互いに立った状態で腰タックルから片手で相手の腿を抱え、空いた片手で相手の顔面に掌底打ちを食らわせる。相手はタックルに反応するため掌底打ちへの反応が遅れ、打つ側も斜め上45度の方向に機械的に掌底を打ち出すだけのため、習得が非常に容易である上に極めて有用。
終戦直後の混乱期、当時の梶原柳剛流継承者が抗争を繰り広げるチンピラに伝授し、裏社会の喧嘩術として爆発的に流行した。卜辻という名称は、タックルした時の様子が漢字の「卜」、掌底を打ちこんだ時の様子が「辻」に似ていることから名付けられた。
暗行（あんこう）
中高拳を作り、頬車のツボに中高にした拳を押し当て、それを起点に捻ることで相手の顎を外し無力化する。
真言
摩利支天の真言を唱えることで精神状態を調節する。富田流の無極にあたる技。

### 玉拳
門
相手に一本背負投を仕掛け、投げられるならそのまま投げて倒し、投げをこらえられた場合はこらえた相手の顎を、相手の腕を抱えた側の拳で下から突き上げ一撃で倒す。顎を撃つ打撃は発勁の応用形。玉拳の中核をなす技と言われる。

## 陰陽トーナメント
田島彬が主催する、ノールール制のワンデイトーナメント。「陰陽」は「インヤン」と読み、一般的な格闘技の試合で高い実績を残した有名格闘家を「陽」、裏社会や路上の喧嘩・殺し合いを主戦場とする武道家を「陰」に見立てている。マカオで開催され、優勝者は後日に田島と対戦する。出場者は全員日本人。ファイトマネーは1試合1億円で、勝った者が総取りで2億円を得る。優勝賞金は100億円、田島に勝った場合は更に200億円の賞金が与えられる。
最低限のルールとして、金網に囲まれたリングの中で一対一・素手で戦うこと、カウントダウンの合図により試合を開始すること、身に着けている衣服を直接武器として使用しないことが定められている。試合はリング外のジャッジ二人が勝負ありの裁定を下すかセコンドによるタオル投入により決着する。本戦直前になり、「選手および関係者が正当な理由なく暴行を行った場合不戦敗とする」という規定が新たに設けられた。
なお、当初参加予定であった石橋強は野試合で佐藤十兵衛に敗北したため、出場権は十兵衛に移っている。

### トーナメント表
※陰側は斜体、陰・陽両側は下線。なおこの分類はトーナメント発表時点であり、ストーリーが進むに従い出場者に新たな一面が発覚する場合もある。
|  | 1回戦      | 1回戦      |          |  | 準々決勝   | 準々決勝 |  |  | 準決勝 | 準決勝 |  |  | 決勝 | 決勝 |
|  |            |            |          |  |            |          |  |  |        |        |  |  |      |      |
|  | 第一試合   |            |          |  |            |          |  |  |        |        |  |  |      |      |
|  |            |            |          |  |            |          |  |  |        |        |  |  |      |      |
|  | 梶原修人   | ✕          |          |  |            |          |  |  |        |        |  |  |      |      |
|  | 梶原修人   | ✕          | 第一試合 |  |            |          |  |  |        |        |  |  |      |      |
|  | 工藤優作   | ○          |          |  |            |          |  |  |        |        |  |  |      |      |
|  | 工藤優作   | ○          | 工藤優作 |  |            |          |  |  |        |        |  |  |      |      |
|  | 第二試合   |            |          |  |            |          |  |  |        |        |  |  |      |      |
|  |            | 佐藤十兵衛 |          |  |            |          |  |  |        |        |  |  |      |      |
|  | 佐川徳夫   | ✕          |          |  |            |          |  |  |        |        |  |  |      |      |
|  | 佐川徳夫   | ✕          | 第一試合 |  |            |          |  |  |        |        |  |  |      |      |
|  | 佐藤十兵衛 | ○          |          |  |            |          |  |  |        |        |  |  |      |      |
|  | 佐藤十兵衛 | ○          |          |  |            |          |  |  |        |        |  |  |      |      |
|  | 第三試合   |            |          |  |            |          |  |  |        |        |  |  |      |      |
|  |            |            |          |  |            |          |  |  |        |        |  |  |      |      |
|  | 櫻井裕章   | ×          |          |  |            |          |  |  |        |        |  |  |      |      |
|  | 櫻井裕章   | ×          | 第二試合 |  |            |          |  |  |        |        |  |  |      |      |
|  | 入江文学   | ○          |          |  |            |          |  |  |        |        |  |  |      |      |
|  | 入江文学   | ○          | 入江文学 |  |            |          |  |  |        |        |  |  |      |      |
|  | 第四試合   |            |          |  |            |          |  |  |        |        |  |  |      |      |
|  |            | 金隆山康隆 |          |  |            |          |  |  |        |        |  |  |      |      |
|  | 金隆山康隆 | ○          |          |  |            |          |  |  |        |        |  |  |      |      |
|  | 金隆山康隆 | ○          |          |  |            |          |  |  |        |        |  |  |      |      |
|  | 川口夢斗   | ×          |          |  |            |          |  |  |        |        |  |  |      |      |
|  | 川口夢斗   | ×          |          |  |            |          |  |  |        |        |  |  |      |      |
|  | 第五試合   |            |          |  |            |          |  |  |        |        |  |  |      |      |
|  |            |            |          |  |            |          |  |  |        |        |  |  |      |      |
|  | 芝原剛盛   | ×          |          |  |            |          |  |  |        |        |  |  |      |      |
|  | 芝原剛盛   | ×          | 第三試合 |  |            |          |  |  |        |        |  |  |      |      |
|  | 上杉均     | ○          |          |  |            |          |  |  |        |        |  |  |      |      |
|  | 上杉均     | ○          | 上杉均   |  |            |          |  |  |        |        |  |  |      |      |
|  | 第六試合   |            |          |  |            |          |  |  |        |        |  |  |      |      |
|  |            |            |          |  |            |          |  |  |        |        |  |  |      |      |
|  | 関修一郎   |            |          |  |            |          |  |  |        |        |  |  |      |      |
|  |            |            | 第二試合 |  |            |          |  |  |        |        |  |  |      |      |
|  | 佐川睦夫   |            |          |  |            |          |  |  |        |        |  |  |      |      |
|  |            |            |          |  |            |          |  |  |        |        |  |  |      |      |
|  | 第七試合   |            |          |  |            |          |  |  |        |        |  |  |      |      |
|  |            |            |          |  | 田島戦     |          |  |  |        |        |  |  |      |      |
|  | 三代川祐介 |            |          |  |            |          |  |  |        |        |  |  |      |      |
|  | 第四試合   |            |          |  |            |          |  |  |        |        |  |  |      |      |
|  | 反町隆広   |            |          |  |            |          |  |  |        |        |  |  |      |      |
|  |            |            | 田島彬   |  |            |          |  |  |        |        |  |  |      |      |
|  | 第八試合   |            |          |  |            |          |  |  |        |        |  |  |      |      |
|  |            |            |          |  | （優勝者） |          |  |  |        |        |  |  |      |      |
|  | 里見賢治   |            |          |  |            |          |  |  |        |        |  |  |      |      |
|  |            |            |          |  |            |          |  |  |        |        |  |  |      |      |
|  | カブト     |            |          |  |            |          |  |  |        |        |  |  |      |      |
|  |            |            |          |  |            |          |  |  |        |        |  |  |      |      |

## 書籍関連

### 喧嘩商売

#### ヤンマガKCスペシャル
| 巻数 | 発売日        | ISBN                   | 表紙                   | 最格エピソード         |
| ---- | ------------- | ---------------------- | ---------------------- | ---------------------- |
| 1    | 2005年10月6日 | ISBN 978-4-06-361379-7 | 佐藤十兵衛             | 佐藤十兵衛             |
| 2    | 2006年1月6日  | ISBN 978-4-06-361416-9 | 佐藤十兵衛             | 高野照久               |
| 3    | 2006年4月6日  | ISBN 978-4-06-361425-1 | 佐藤十兵衛             | 島田武                 |
| 4    | 2006年7月6日  | ISBN 978-4-06-361460-2 | 佐藤十兵衛             | 入江文学               |
| 5    | 2006年11月6日 | ISBN 978-4-06-361497-8 | 佐藤十兵衛             | 工藤優作               |
| 6    | 2007年3月6日  | ISBN 978-4-06-361534-0 | 佐藤十兵衛             | 島田清                 |
| 7    | 2007年6月6日  | ISBN 978-4-06-361565-4 | 佐藤十兵衛             | 橋口信                 |
| 8    | 2007年8月6日  | ISBN 978-4-06-361577-7 | 佐藤十兵衛             | 田島彬                 |
| 9    | 2007年12月6日 | ISBN 978-4-06-361615-6 | 佐藤十兵衛             | 梶原修人               |
| 10   | 2008年3月6日  | ISBN 978-4-06-361651-4 | 佐藤十兵衛             | 石橋強                 |
| 11   | 2008年6月6日  | ISBN 978-4-06-361675-0 | 工藤優作               | 佐川徳夫               |
| 12   | 2008年9月5日  | ISBN 978-4-06-361712-2 | 入江文学               | カブト                 |
| 13   | 2008年12月5日 | ISBN 978-4-06-361738-2 | 山本陸                 | 芝原剛盛               |
| 14   | 2009年3月6日  | ISBN 978-4-06-361762-7 | 田島彬                 | 金田保                 |
| 15   | 2009年5月1日  | ISBN 978-4-06-361781-8 | 上杉均                 | 上杉均                 |
| 16   | 2009年7月6日  | ISBN 978-4-06-361803-7 | ウォーレン・ウォーカー | ウォーレン・ウォーカー |
| 17   | 2009年9月4日  | ISBN 978-4-06-361819-8 | 金田保                 | 里見賢治               |
| 18   | 2009年11月6日 | ISBN 978-4-06-361835-8 | 橋口信                 | 川口夢斗               |
| 19   | 2010年2月5日  | ISBN 978-4-06-361863-1 | 山本海                 | 櫻井裕章               |
| 20   | 2010年4月6日  | ISBN 978-4-06-361878-5 | 高野照久               | 金隆山康隆             |
| 21   | 2010年7月6日  | ISBN 978-4-06-361897-6 | 石橋強                 | 三代川祐介             |
| 22   | 2010年9月6日  | ISBN 978-4-06-361928-7 | 梶原修人               | 関修一郎               |
| 23   | 2010年11月5日 | ISBN 978-4-06-361957-7 | 金隆山康隆             | 反町隆広               |
| 24   | 2011年2月4日  | ISBN 978-4-06-361994-2 | 三代川祐介             | 佐川睦夫               |

#### 講談社プラチナコミックス
| タイトル                       | 発売日         | ISBN                   | 表紙                |
| ------------------------------ | -------------- | ---------------------- | ------------------- |
| 十兵衛、宇都宮に立つ!!編       | 2013年9月11日  | ISBN 978-4-06-377876-2 | KC1巻               |
| 女子高生ハンター編             | 2013年9月25日  | ISBN 978-4-06-377877-9 | KC2巻               |
| 喧嘩屋 工藤優作編（上）        | 2013年10月9日  | ISBN 978-4-06-377889-2 | 佐藤十兵衛 工藤優作 |
| 喧嘩屋 工藤優作編（下）        | 2013年10月23日 | ISBN 978-4-06-377895-3 | KC11巻              |
| 富田流秘技 金剛編              | 2013年11月13日 | ISBN 978-4-06-377898-4 | 佐藤十兵衛          |
| 富田流秘技 煉獄編              | 2013年11月27日 | ISBN 978-4-06-377907-3 | KC9巻               |
| 帰ってきた佐藤十兵衛編         | 2013年12月11日 | ISBN 978-4-06-377915-8 | KC10巻              |
| 田島彬ボクシング世界戦編       | 2013年12月25日 | ISBN 978-4-06-377920-2 | KC14巻              |
| 金田保デスバトル編（上）       | 2014年1月15日  | ISBN 978-4-06-377934-9 | 金田保              |
| 金田保デスバトル編（下）       | 2014年1月29日  | ISBN 978-4-06-377939-4 | 佐藤十兵衛          |
| トーナメント16人の戦士編（上） | 2014年2月12日  | ISBN 978-4-06-377946-2 | KC12巻              |
| トーナメント16人の戦士編（下） | 2014年2月26日  | ISBN 978-4-06-377951-6 | 佐藤十兵衛 田島彬   |

#### 最強十六闘士セレクション（電子書籍）
| 巻数 | タイトル                       | 発売日         | ASIN            |
| ---- | ------------------------------ | -------------- | --------------- |
| 1    | 第一試合 梶原修人vs.工藤優作   | 2013年12月6日  | ASIN B00H1EP21U |
| 2    | 第二試合 佐川徳夫vs.石橋強     | 2013年12月6日  | ASIN B00H1EP1W0 |
| 3    | 第三試合 入江文学vs.櫻井裕章   | 2013年12月27日 | ASIN B00HCW6FXA |
| 4    | 第四試合 川口夢人vs.金隆山康隆 | 2013年12月27日 | ASIN B00HCW6H6U |
| 5    | 第五試合 芝原剛盛vs.上杉均     | 2014年1月17日  | ASIN B00HUKX7AS |
| 6    | 第六試合 関修一郎vs.佐川睦夫   | 2014年1月17日  | ASIN B00HUKX7C6 |
| 7    | 第七試合 三代川祐介vs.反町隆広 | 2014年1月31日  | ASIN B00HYP18UA |
| 8    | 第八試合 里見賢治vs.カブト     | 2014年1月31日  | ASIN B00HYP18UK |

### 喧嘩稼業

#### ヤンマガKCスペシャル
| 巻数            | 発売日                                       | ISBN                                         | 表紙       | 最格エピソード      |
| --------------- | -------------------------------------------- | -------------------------------------------- | ---------- | ------------------- |
| 1               | 2014年4月4日                                 | ISBN 978-4-06-382458-2                       | 佐藤十兵衛 | 佐川睦夫 佐川徳夫   |
| 2               | 2014年9月5日                                 | ISBN 978-4-06-382504-6                       | 石橋強     | 梶原修人 工藤優作   |
| 3               | 2015年1月6日                                 | ISBN 978-4-06-382552-7                       | 田島彬     | -                   |
| 4               | 2015年6月5日                                 | ISBN 978-4-06-382590-9                       | 梶原修人   | カブト 反町隆広     |
| 5               | 2016年2月5日                                 | ISBN 978-4-06-382685-2                       | 工藤優作   | 櫻井裕章 田島彬     |
| 6               | 2016年4月6日                                 | ISBN 978-4-06-382772-9                       | 入江文学   | -                   |
| 7               | 2016年6月6日                                 | ISBN 978-4-06-382806-1                       | 佐川徳夫   | 佐藤十兵衛 芝原剛盛 |
| 8               | 2017年4月6日                                 | ISBN 978-4-06-382925-9                       | 櫻井裕章   | -                   |
| 9               | 2017年11月20日                               | ISBN 978-4-06-510090-5                       | 里見賢治   | 里見賢治 上杉均     |
| 10              | 2018年4月6日                                 | ISBN 978-4-06-511263-2                       | 川口夢斗   | -                   |
| 11              | 2018年9月6日                                 | ISBN 978-4-06-512885-5                       | 金隆山康隆 | 川口夢斗 金隆山康隆 |
| 12              | 2019年11月6日                                | ISBN 978-4-06-517738-9                       | 上杉均     | 佐川睦夫 菅野祐太郎 |
| 13              | 2020年4月6日                                 | ISBN 978-4-06-519216-0                       | 芝原剛盛   | 芝原佑 芝原剛盛     |
| 別巻            | 非売品（短編小説、キャンペーンプレゼント）   | 非売品（短編小説、キャンペーンプレゼント）   | 名護夕間   | -                   |
| 別巻 加筆改訂版 | 非売品（コミックDAYSキャンペーンプレゼント） | 非売品（コミックDAYSキャンペーンプレゼント） | 名護夕間   | -                   |

## 他作品への影響
『異修羅』でしられるライトノベル作家の珪素は、影響を受けた作品の一つとして本作を挙げている。